# Art nouveau à Paris

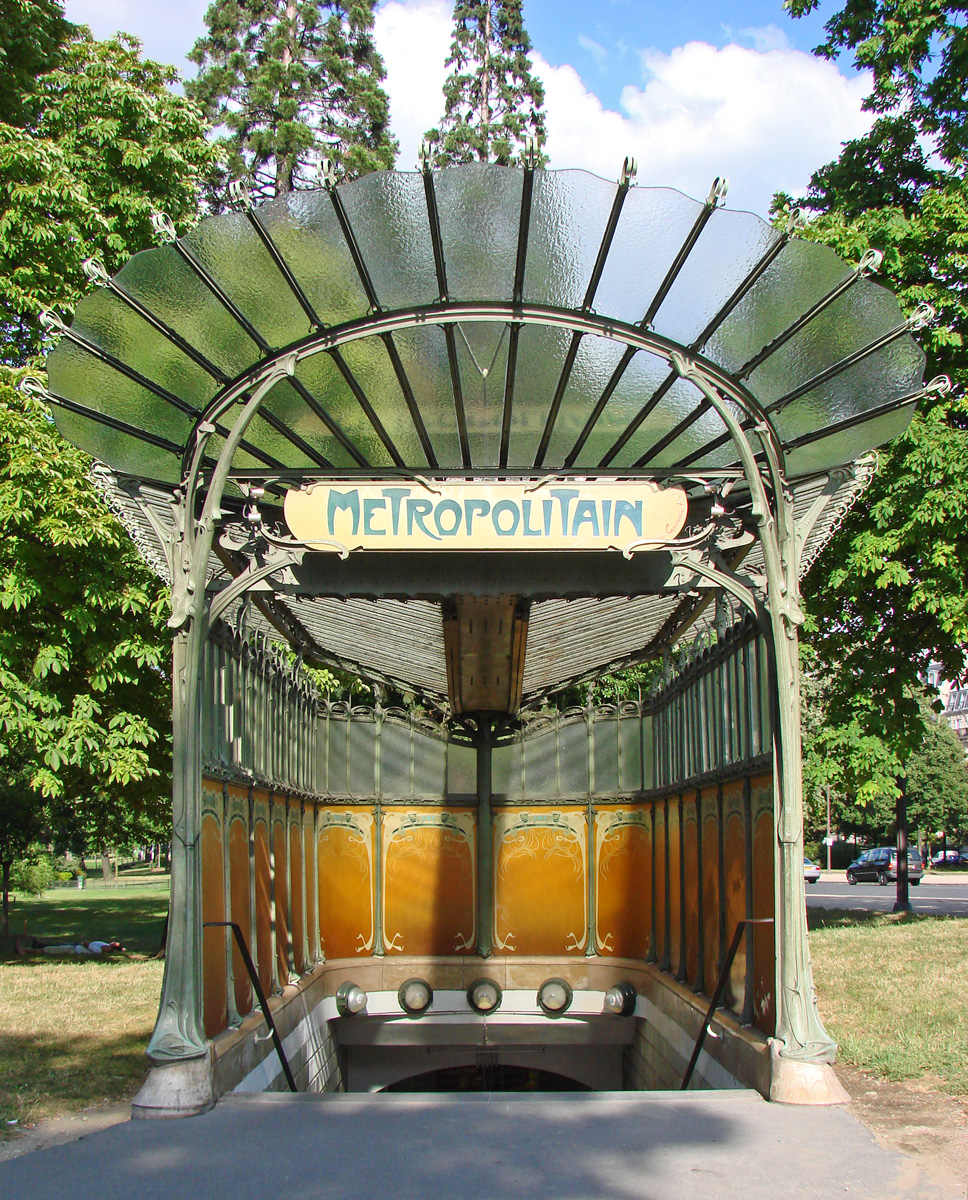
Édicule d'entrée de la station Porte Dauphine (Hector Guimard, 1900).

Cet article recense les édifices de style Art nouveau à Paris, en France.          

## Contexte

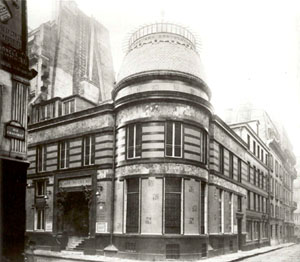
La maison de l'Art nouveau, créée par le marchand d'art Siegfried Bing.

Moins réputée que Nancy et son école Art nouveau ou encore Bruxelles et les hôtels de Victor Horta, Paris n'en demeure pas moins une ville très riche en réalisations de style Art nouveau. Le terme « Art nouveau » fut d'ailleurs emprunté à un magasin de Siegfried Bing, ouvert en 1895 au 22 rue de Provence, où étaient exposés divers objets d'arts décoratifs. La mode fut véritablement lancée, dans un premier temps, avec le succès du Castel Béranger (1898) puis avec l'Exposition universelle de 1900 mais s'estompa rapidement dès le milieu des années 1910.

## Architecture
L'Art nouveau est présent à Paris de façons multiples : on le retrouve dans la décoration intérieure de restaurants célèbres (Maxim's, Bouillons Chartier ou Lucas-Carton), sur les édicules de métro, dans les grands magasins et en devanture de petits commerces, sur certaines tombes ou encore sur les affiches de spectacles et les publicités de l'époque. Le style se retrouve également dans l'architecture de nombreuses façades d'immeubles à appartements, maisons et hôtels particuliers dans la plupart des arrondissements de la ville.
Les maîtres d'œuvre de cette architecture Art nouveau à Paris sont nombreux. Les plus connus et les plus prolifiques furent Hector Guimard, concepteur des édicules de métro, du Castel Béranger ou encore de l'Hôtel Mezzara, et Jules Lavirotte, auteur entre autres du 29 avenue Rapp ou du Céramic Hôtel. Si Guimard fut très actif dans le 16e arrondissement, Lavirotte, construisit plutôt du côté des 7e et 8e arrondissements.
A Paris, cependant, la plupart des architectes produisent des bâtiments qui ne sont pas pleinement Art nouveau, qui mélangent quelques idées du nouveau style sur des formes générales plus classiques; ainsi Lavirotte ou Charles Plumet utilisent régulièrement pour base des structures du XVIIIe sur lesquelles ils greffent des éléments Art nouveau. Plus spécifiquement Art nouveau, et même qui pousse cette nouvelle logique dans une certaine exubérance, il y a Xavier Schoellkopf avec la maison de la chanteuse Yvette Guilbert, aujourd'hui disparue.
Beaucoup de ces architectes travaillèrent en collaboration avec des céramistes pour réaliser leurs œuvres. Parmi les plus renommés Alexandre Bigot et Gentil & Bourdet, dont les mosaïques sont visibles sur de nombreux édifices Art nouveau de la capitale.

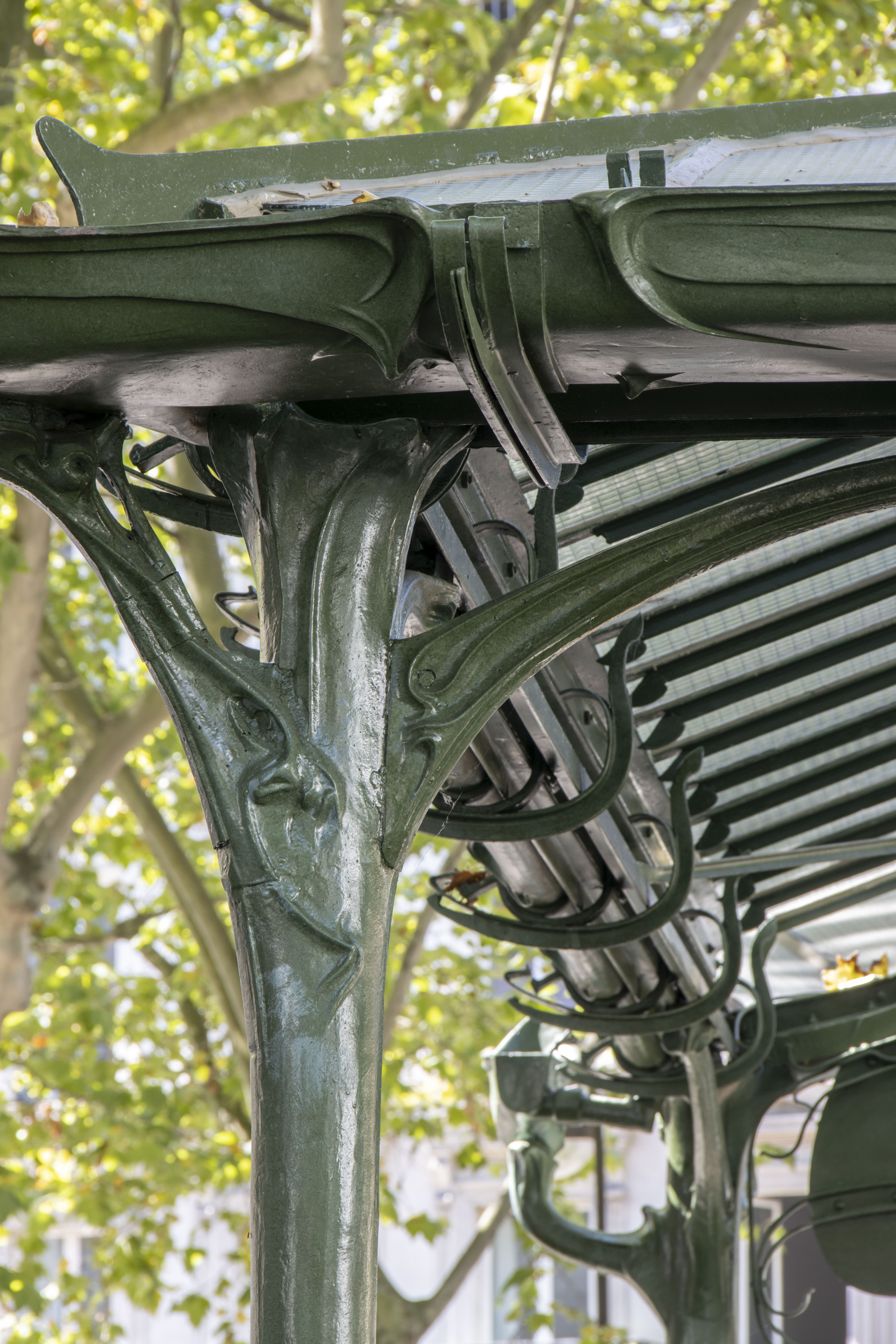
L'édicule de la station Abbesses.
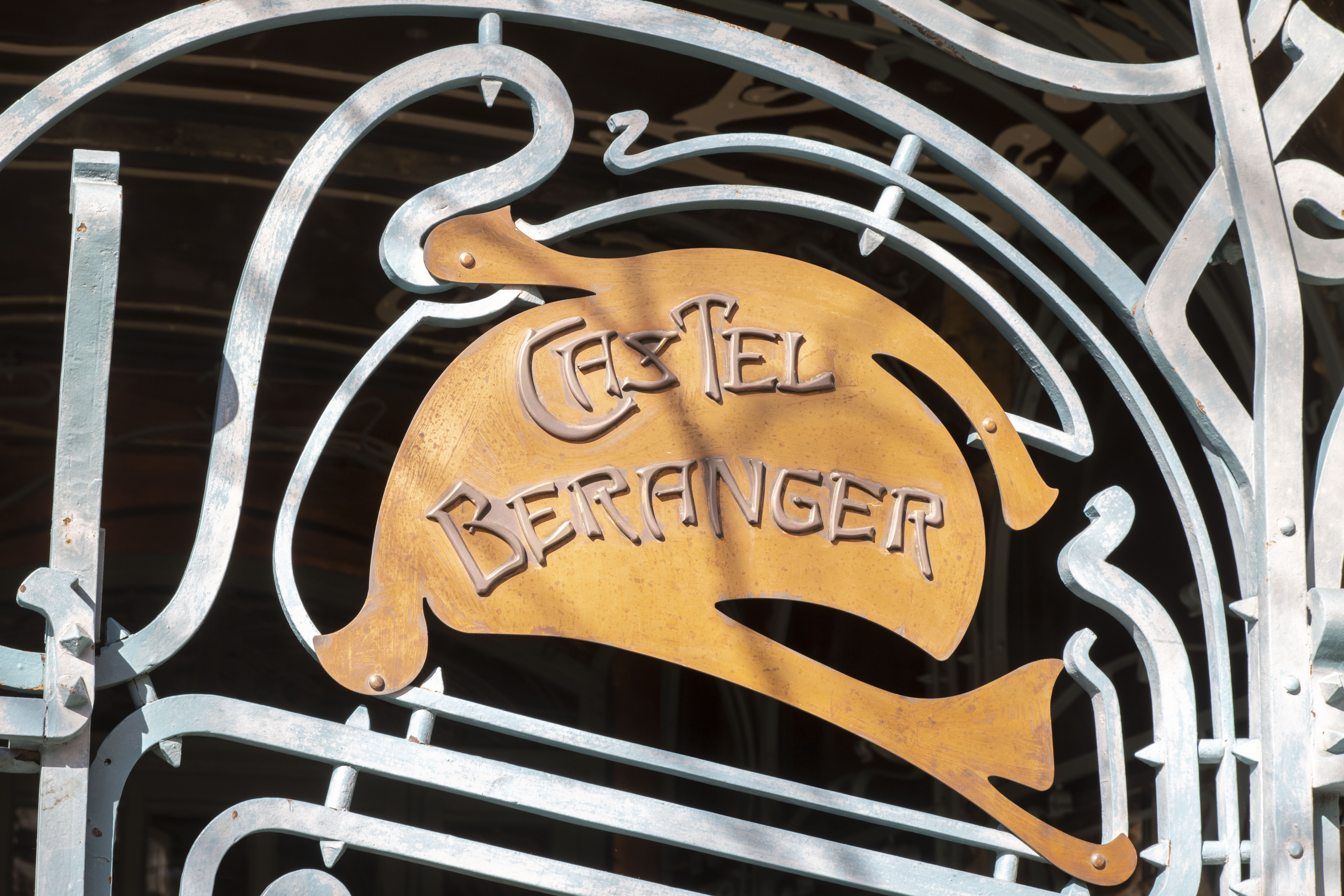
Plaque à l'entrée du Castel Béranger.
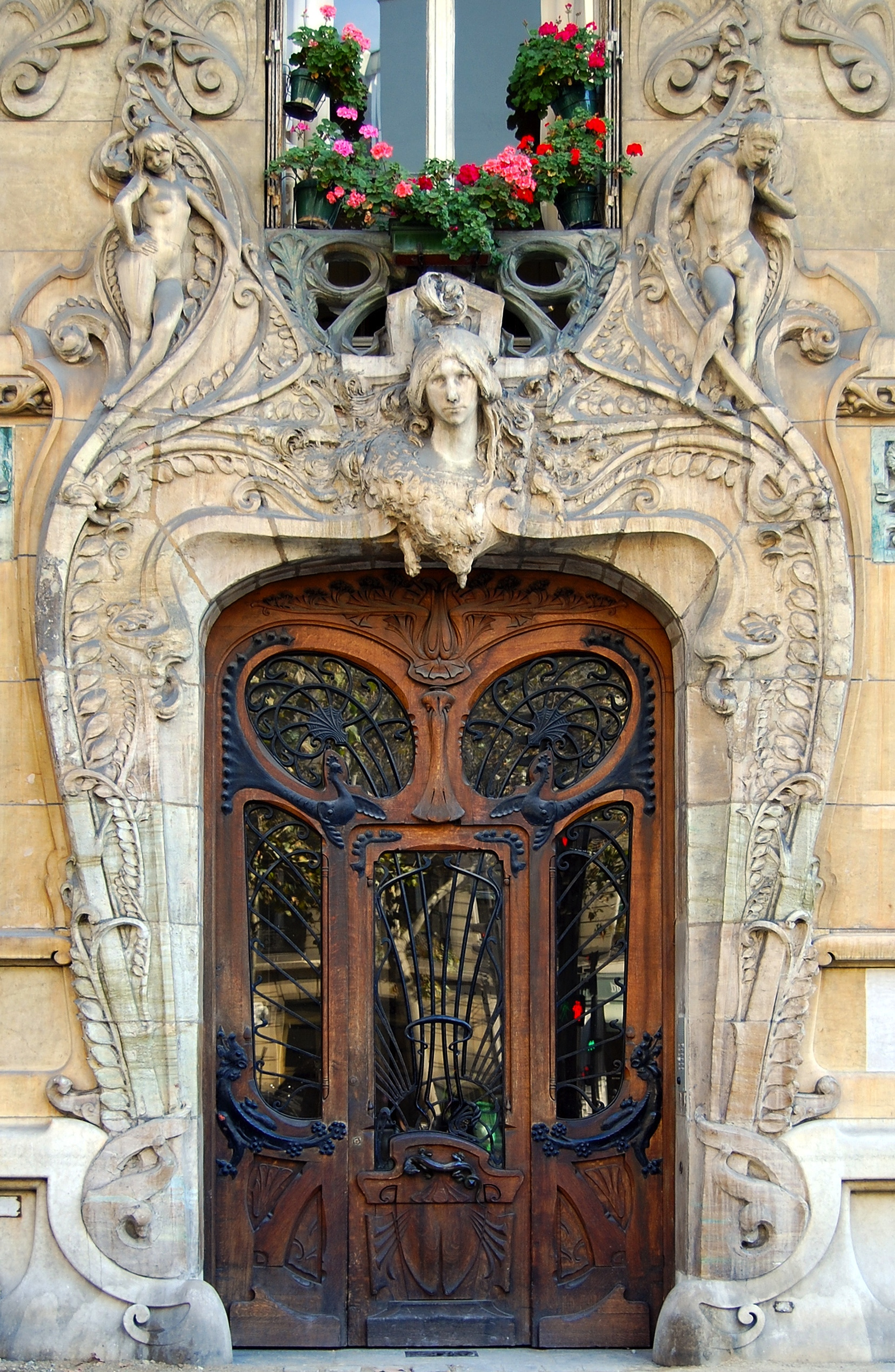
Porte de l'immeuble Lavirotte.
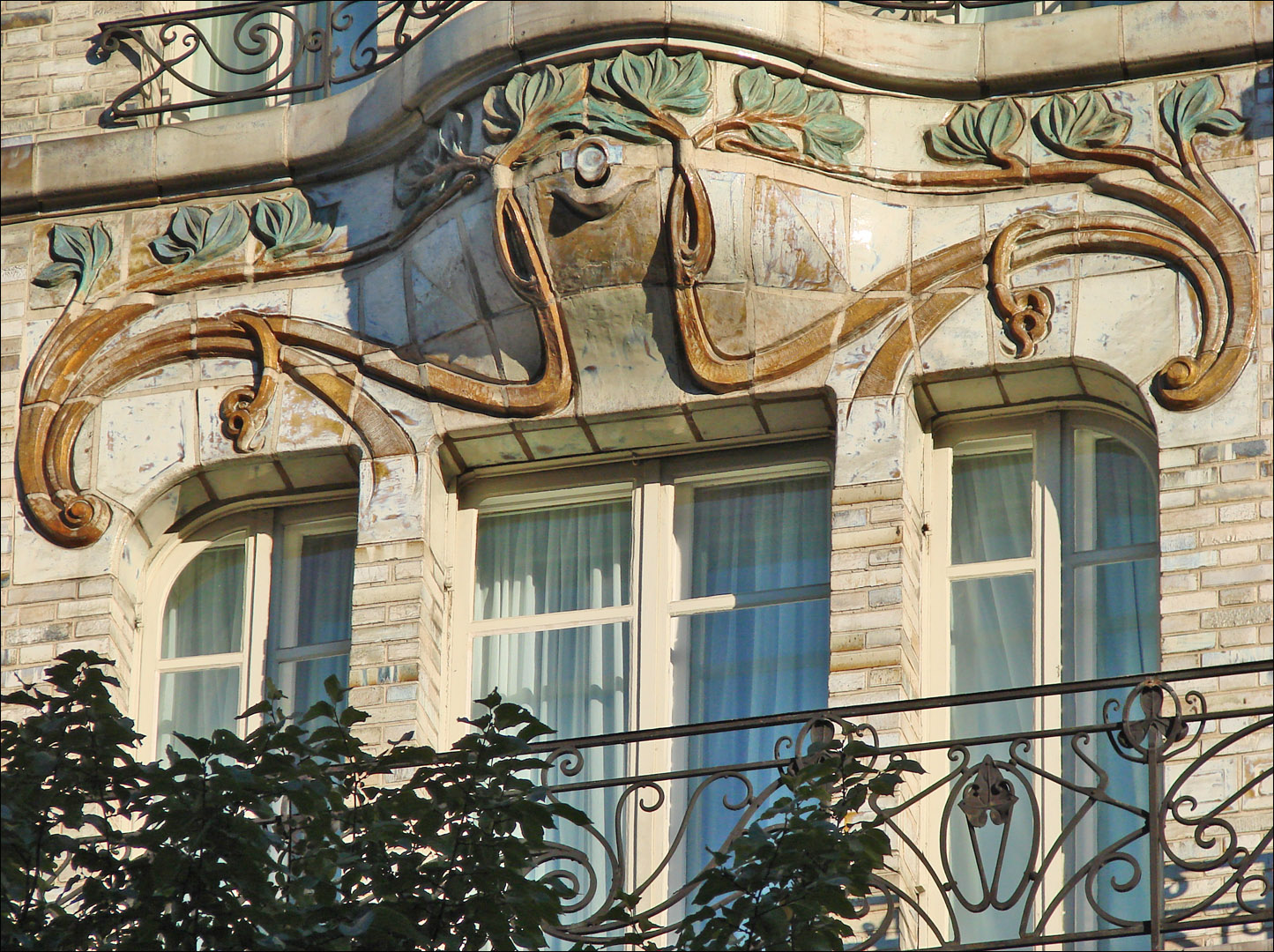
Détails du Céramic Hôtel.
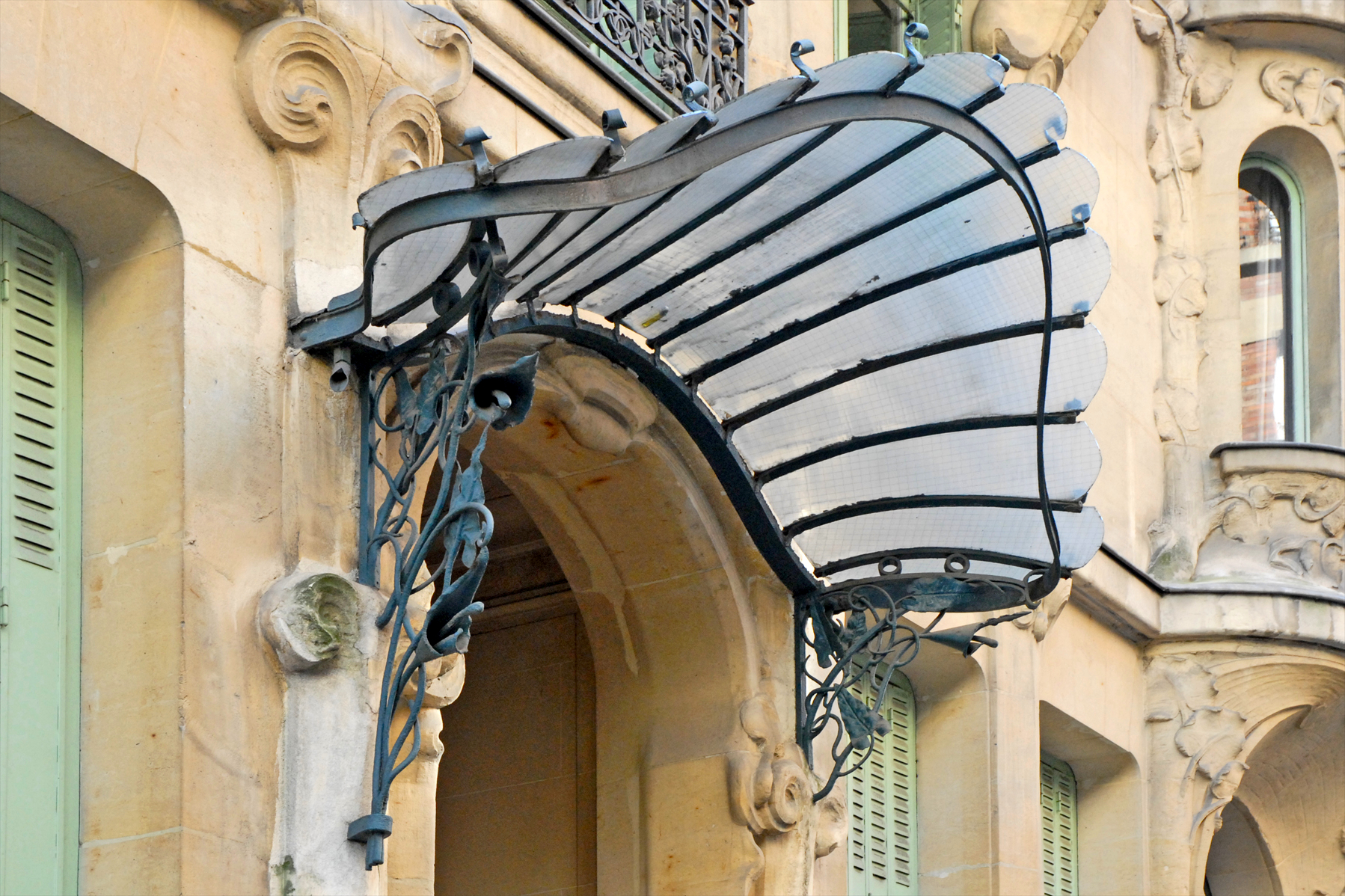
Marquise de l'immeuble Les Arums.
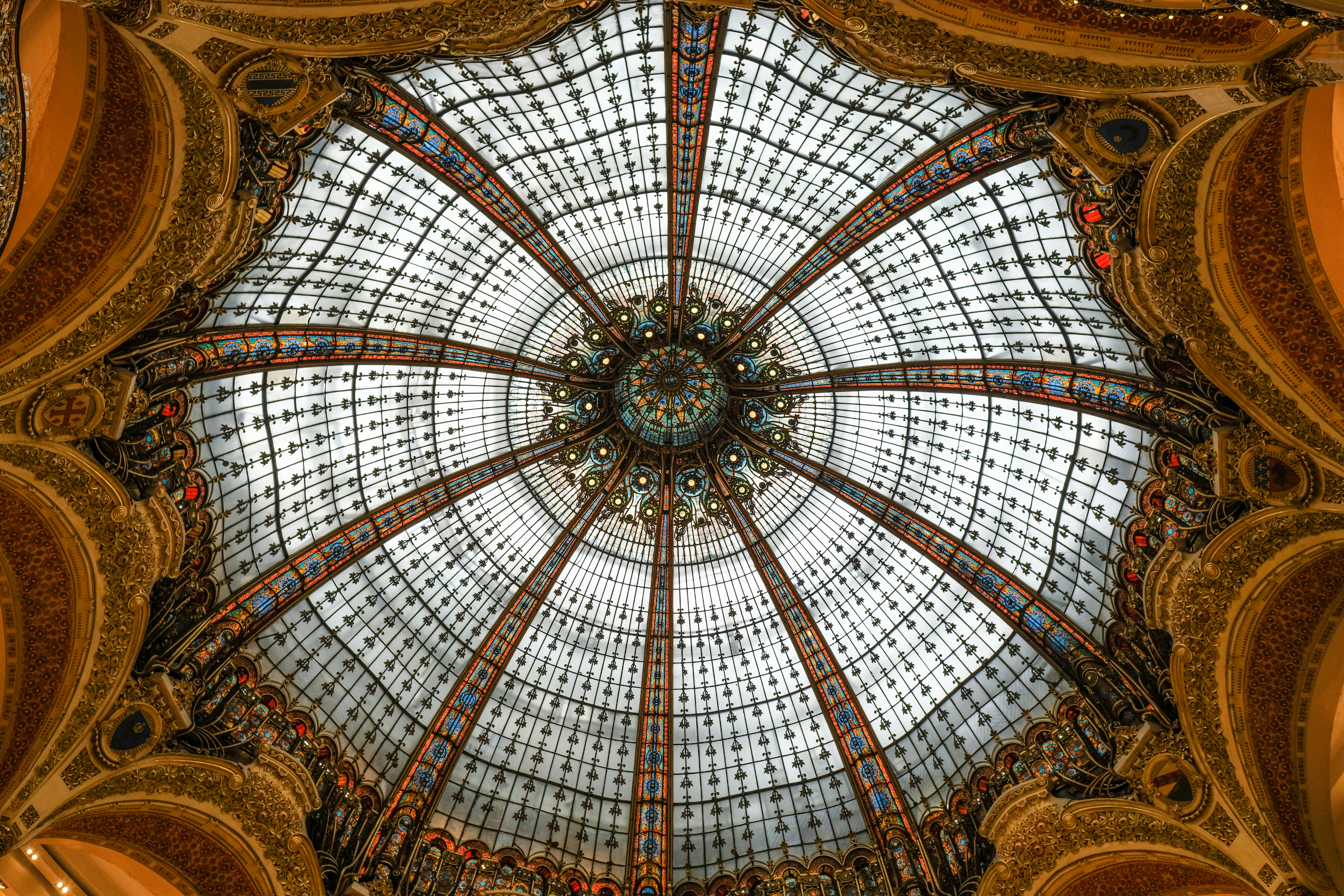
Coupole des Galeries Lafayette Haussmann.
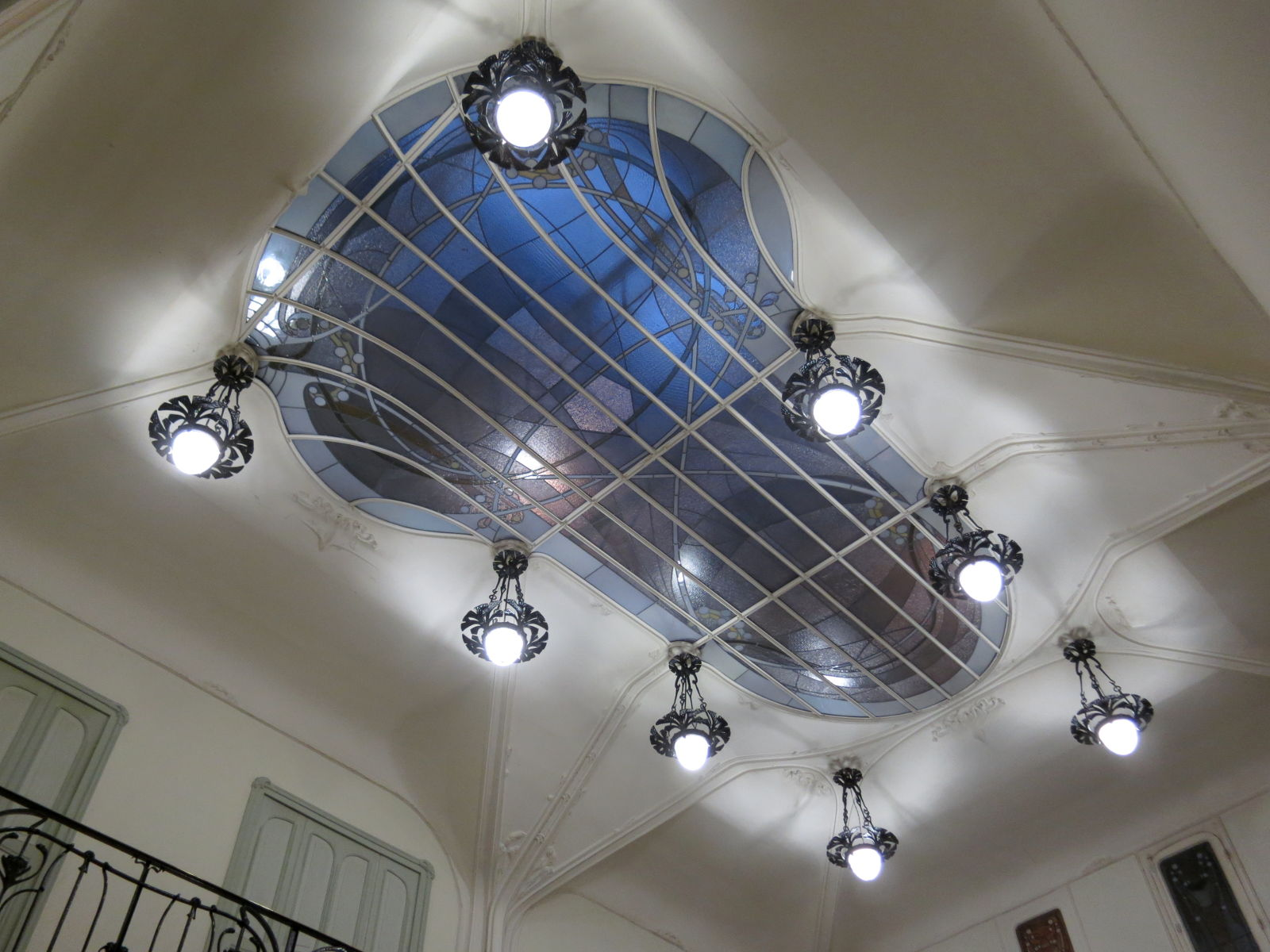
Verrière de l'hôtel Mezzara.
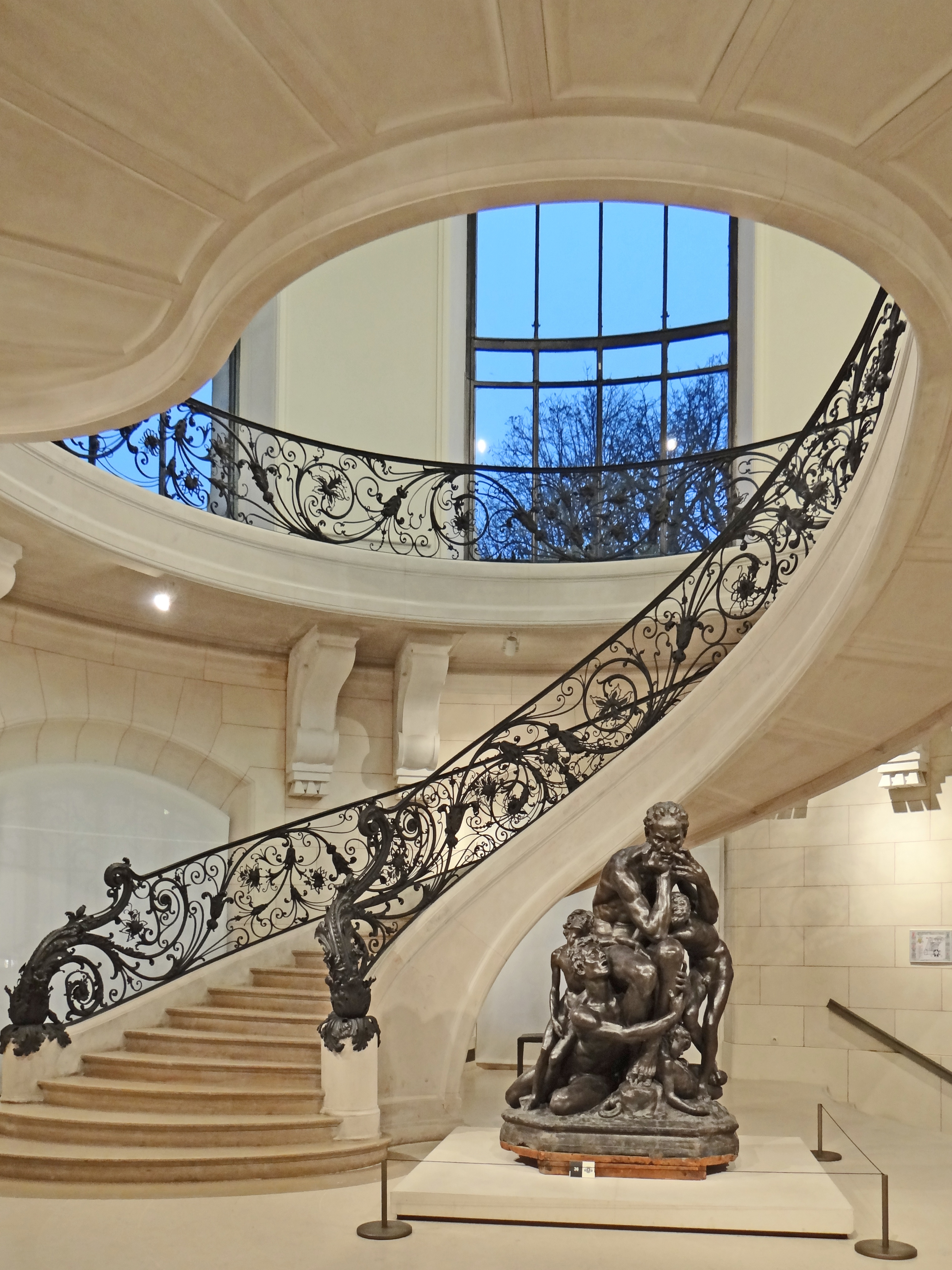
Escalier du Petit Palais.

## Arts graphiques
Côté arts graphiques, le Tchèque Alfons Mucha vécut à Paris de 1887 à 1906 et ne peignit quasiment que des femmes sur des affiches à thème ou publicitaires, le plus souvent pour une marque ou pour un spectacle de music-hall parisien.

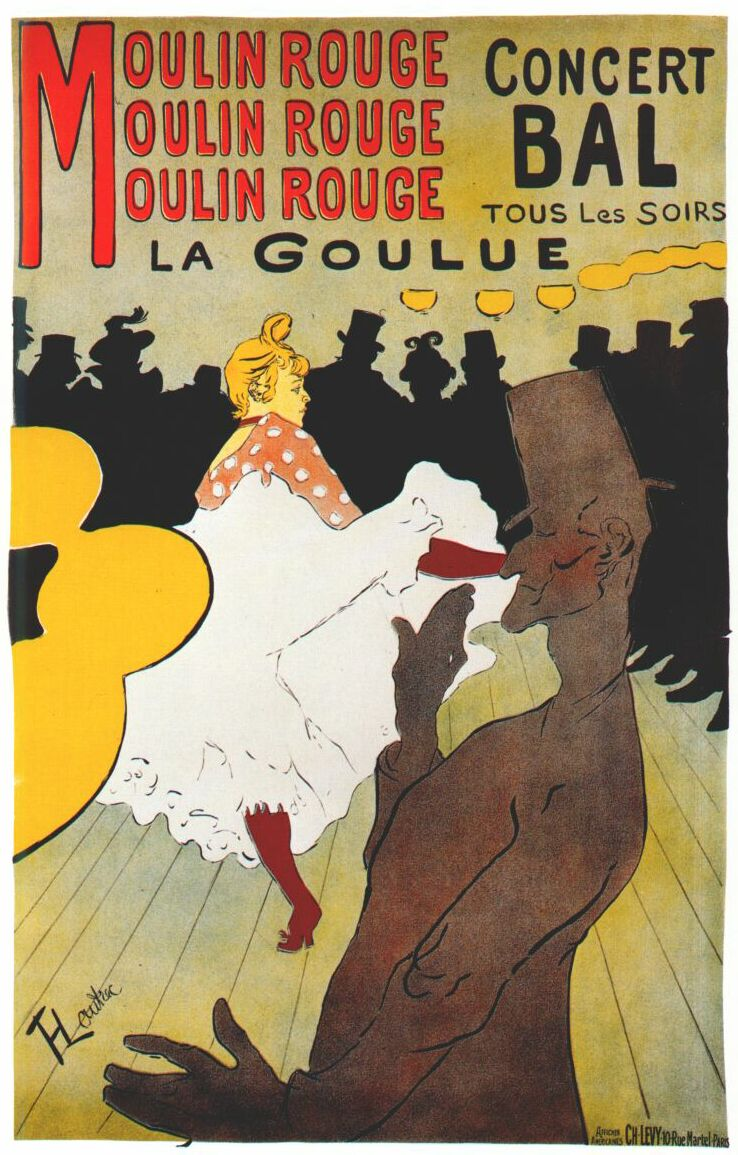
Henri de Toulouse-Lautrec - Moulin-Rouge-La Goulue (1892)
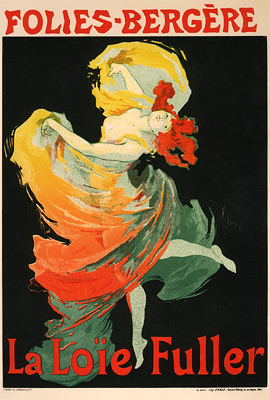
Jules Cheret - La Loïe Fuller (1893)
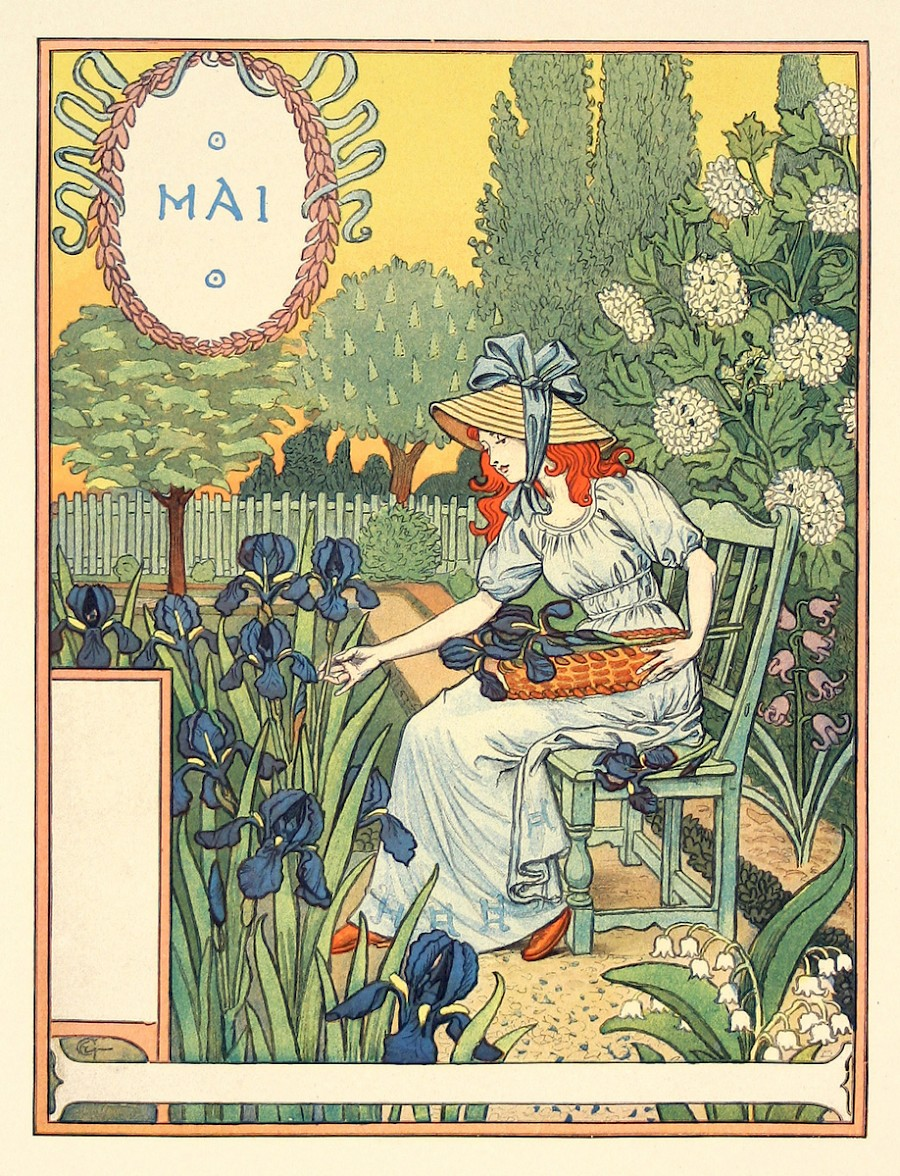
Eugène Grasset - Les Mois-Mai (1896)
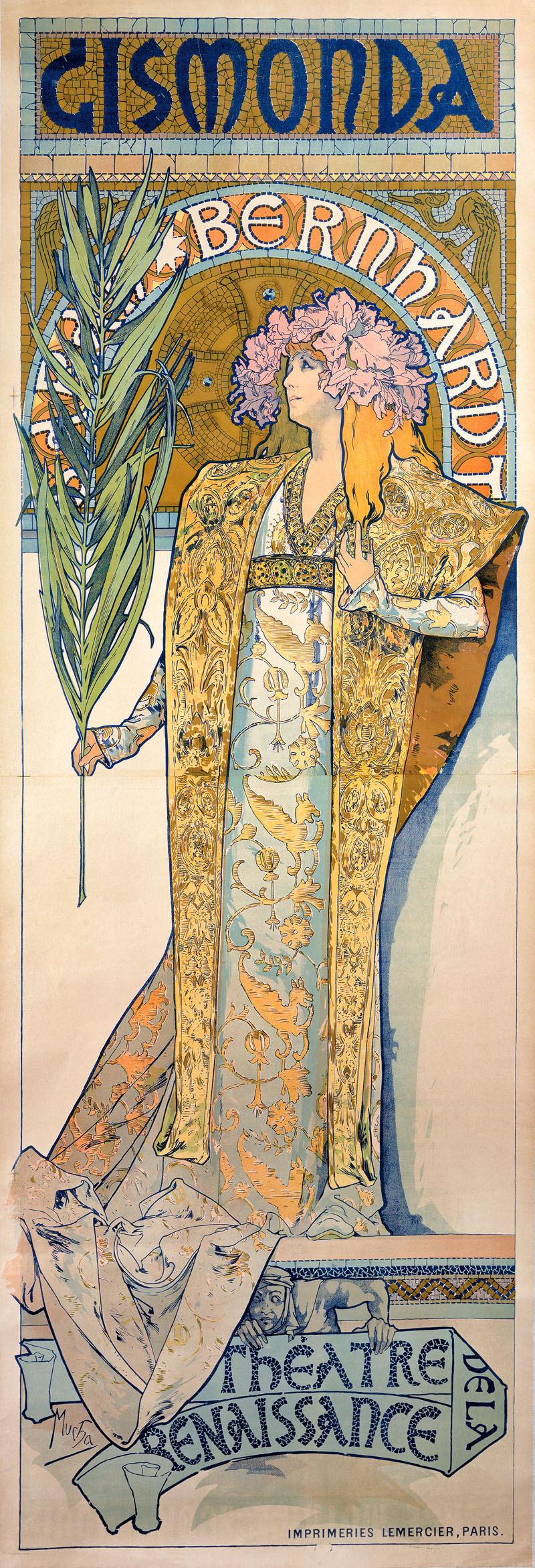
Alfons Mucha - Gismonda (1894)
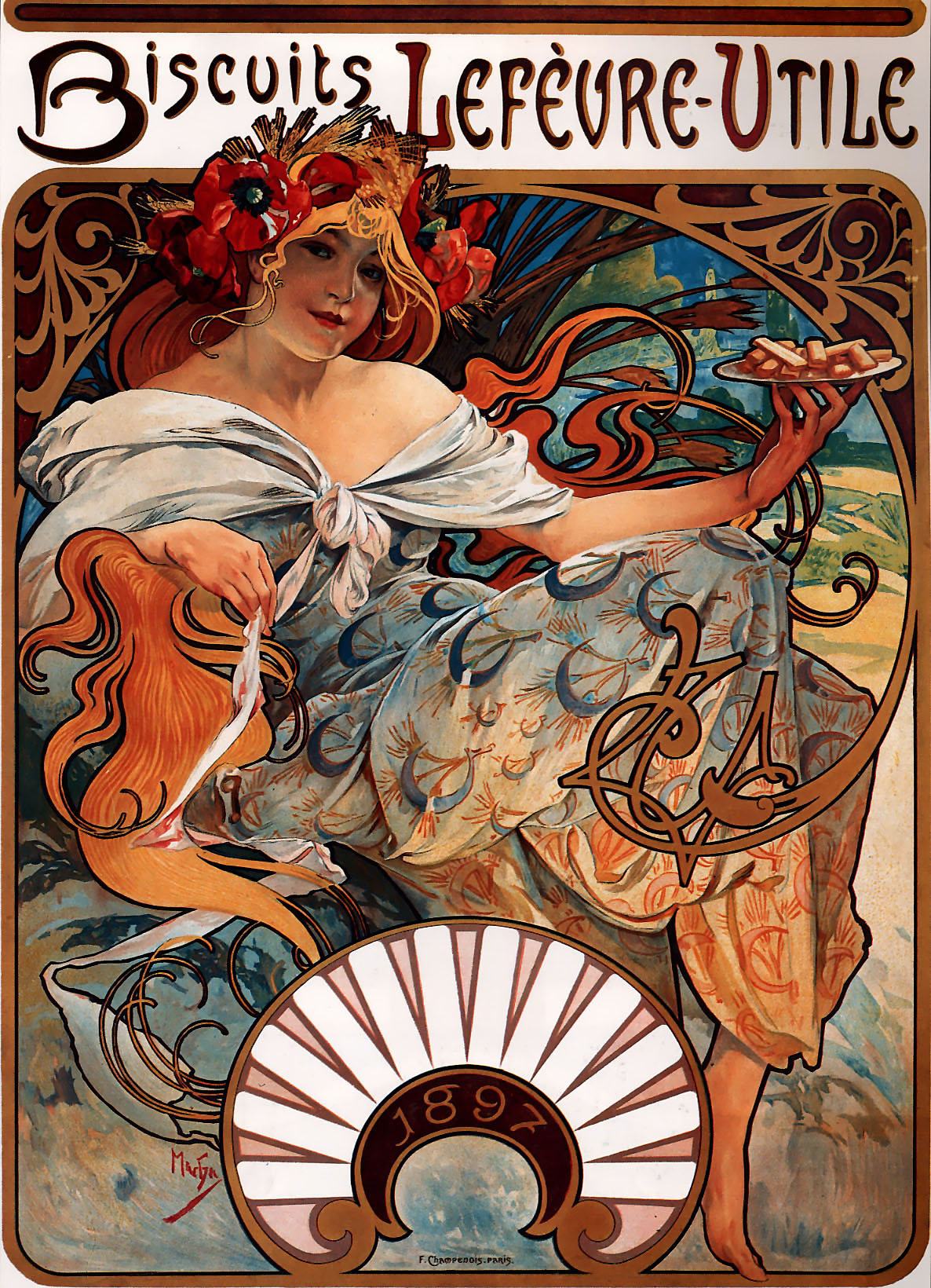
Alfons Mucha - Biscuits Lefèvre-Utile (1896)
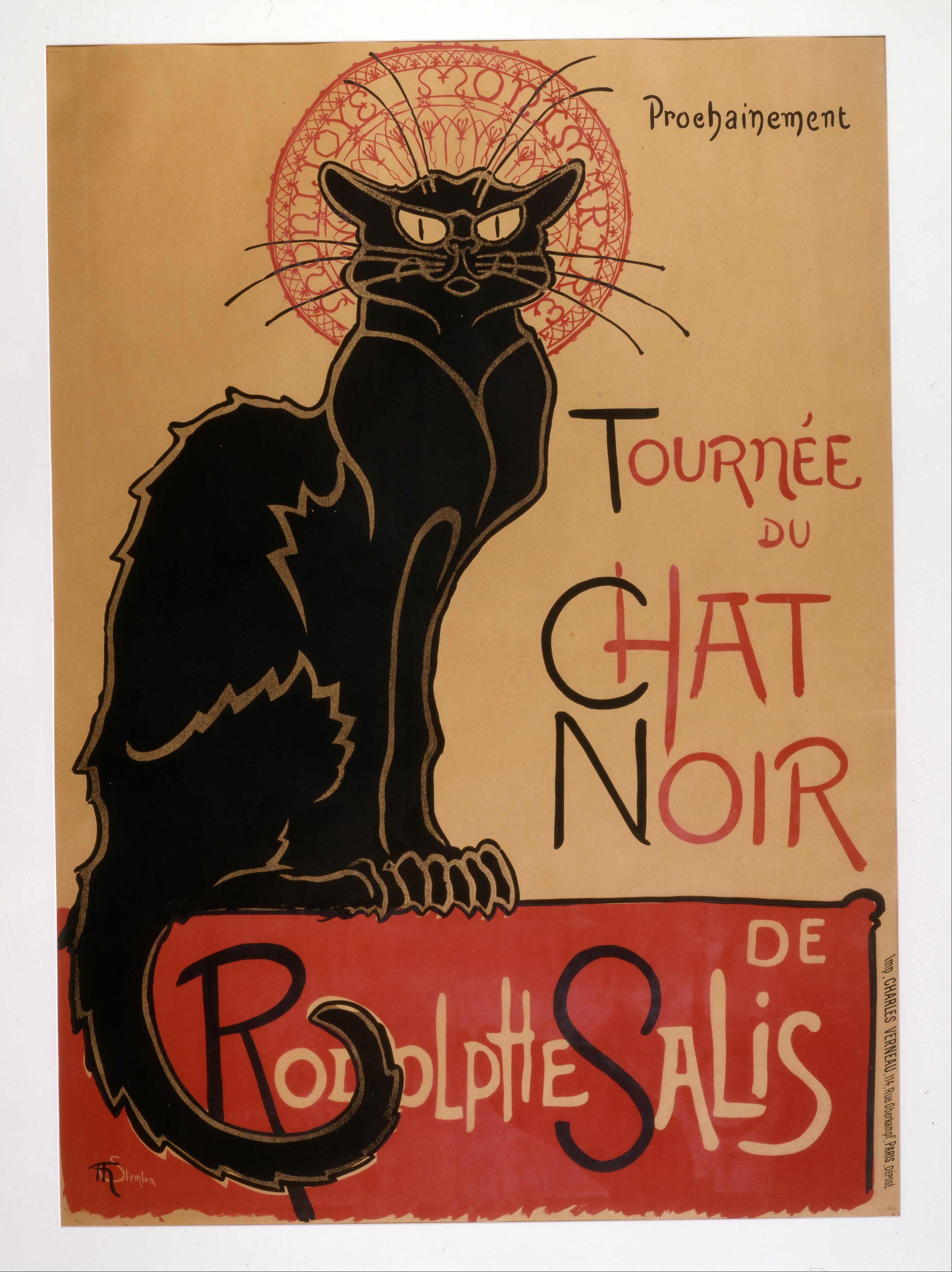
Théophile Alexandre Steinlen - Tournée du Chat noir (1896)
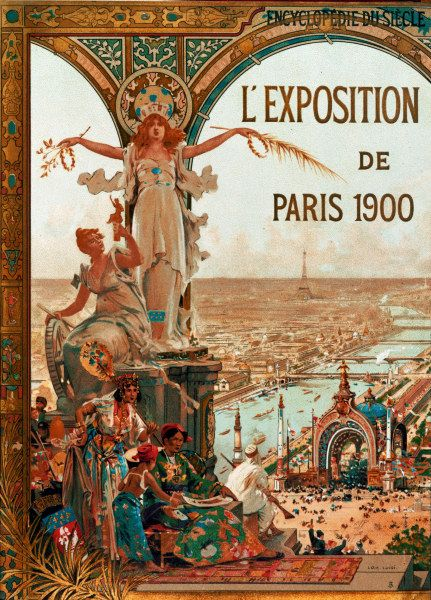
Affiche de l'Exposition Universelle de 1900

## Réalisations architecturales

### 1erarrondissement
| Édifice                                               | Architecte       | Année de construction | Adresse                                                                       | Notes | Image |
| ----------------------------------------------------- | ---------------- | --------------------- | ----------------------------------------------------------------------------- | --- | ----- |
| Édicules de la station Châtelet                       | Hector Guimard   | 1900, 2000            | Rue de Rivoli, rue des Lavandières-Sainte-Opportune et place Sainte-Opportune | L'édicule situé place Sainte-Opportune est une reconstitution d'un modèle B créé pour l'an 2000 et le centenaire du métro parisien.                                             |       |
| Édicule de la station Étienne Marcel                  | Hector Guimard   | 1908                  | 14 rue de Turbigo                                                             | |       |
| Édicule de la station Louvre - Rivoli                 | Hector Guimard   | 1900                  | Rue de l'Amiral-de-Coligny, rue de Rivoli                                     | |       |
| Édicules de la station Palais Royal - Musée du Louvre | Hector Guimard   | 1900                  | Place du Palais-Royal et rue de Rivoli                                        | |       |
| Édicules de la station Tuileries                      | Hector Guimard   | 1900                  | Rue de Rivoli                                                                 | |       |
| Hôtel La Clef Louvre                                  | Constant Lemaire | 1909                  | 8 rue de Richelieu                                                            | Ancien Royal Palace Hôtel. |       |
| Immeuble                                              | Frantz Jourdain  | 1912                  | 16 rue du Louvre                                                              | Ancien siège de la Semeuse de Paris, l'organisme de crédit de la Samaritaine.                                                                                                   |       |
| La Samaritaine                                        | Frantz Jourdain  | 1910, 1912            | 19 rue de la Monnaie et 75 rue de Rivoli                                      | Magasin 2 et façade du magasin 1 sur la rue de Rivoli de style Art nouveau. Les rotondes d'angles du magasin 2 furent détruites lors de l'agrandissement de 1928 vers la Seine. |       |

### 2earrondissement
| Édifice                                                         | Architecte                          | Année de construction | Adresse                                         | Notes                                                                                             | Image |
| --------------------------------------------------------------- | ----------------------------------- | --------------------- | ----------------------------------------------- | ------------------------------------------------------------------------------------------------- | ----- |
| Édicule de la station Quatre-Septembre                          | Hector Guimard                      | 1904                  | Rue du Quatre-Septembre, rue de Choiseul        |                                                                                                   |       |
| Édicules de la station Réaumur-Sébastopol                       | Hector Guimard                      | 1904                  | 28 rue de Palestro et 63-65 rue Réaumur         |                                                                                                   |       |
| Édicule de la station Sentier                                   | Hector Guimard                      | 1904                  | 87 rue Réaumur                                  |                                                                                                   |       |
| Hôtel Kimpton St-Honoré                                         | Frantz Jourdain, Georges Bourneuf   | 1917                  | 25-29 boulevard des Capucines, 18-24 rue Daunou | Ancienne Samaritaine de Luxe.                                                                     |       |
| Immeuble                                                        | François-Adolphe Bocage             | 1908                  | 6 rue de Hanovre                                | Façade recouverte de panneaux de grès flammé du céramiste Alexandre Bigot sur le thème aquatique. |       |
| Immeuble                                                        | R. Lelièvre                         | 1915                  | 13 boulevard des Italiens                       | Construit à l'emplacement de l'ancien Café Anglais.                                               |       |
| Immeuble                                                        | Philippe Jouannin, Édouard Singery  | 1900                  | 61-63 rue Réaumur                               | Architecture éclectique mêlant éléments de style Art nouveau et néogothique.                      |       |
| Immeuble                                                        | Joseph-Charles Guirard de Montarnal | 1900                  | 118 rue Réaumur                                 |                                                                                                   |       |
| Immeuble                                                        | Georges Chedanne (non confirmé)     | 1904                  | 124 rue Réaumur                                 |                                                                                                   |       |
| Le Travail, par l'Industrie et le Commerce, enrichit l'Humanité | Eugène Grasset, Félix Gaudin        | 1900                  | 21 rue Notre-Dame-des-Victoires                 |                                                                                                   |       |

### 3earrondissement
| Édifice                                                | Architecte                       | Année de construction | Adresse                       | Notes                                                                                             | Image |
| ------------------------------------------------------ | -------------------------------- | --------------------- | ----------------------------- | ------------------------------------------------------------------------------------------------- | ----- |
| Édicule de la station Temple                           | Hector Guimard                   | 1904                  | Rue du Temple, rue de Turbigo |                                                                                                   |       |
| Immeuble                                               | Raymond Barbaud, Édouard Bauhain | 1908                  | 18 rue Perrée                 |                                                                                                   |       |
| Reconstitution d'un salon particulier du Café de Paris | Henri Sauvage, Louis Majorelle   | 1899                  | 23 rue de Sévigné             | Remonté dans une salle du Musée Carnavalet.                                                       |       |
| Reconstitution de la bijouterie Fouquet                | Alfons Mucha, Léon Fargues       | 1901                  | 23 rue de Sévigné             | Remontée dans une salle du Musée Carnavalet. Située à l'origine 6 rue Royale et démontée en 1923. |       |

### 4earrondissement
| Édifice                     | Architecte                       | Année de construction | Adresse                | Notes | Image |
| --------------------------- | -------------------------------- | --------------------- | ---------------------- | --- | ----- |
| Brasserie Bofinger          | Legay, Mitgen                    | 1921                  | 5-7 rue de la Bastille | La brasserie, fondée en 1864, est agrandie et redécorée dans un style Art nouveau entre 1919 et 1921.       |       |
| Édicules de la station Cité | Hector Guimard                   | 1904                  | Place Louis-Lépine     | |       |
| Immeuble                    | Édouard Bauhain, Raymond Barbaud | 1901                  | 12 rue du Renard       | Ancien immeuble du Syndicat de l'épicerie française, aujourd'hui en partie occupé par le théâtre du Renard. |       |
| Magasin                     | -                                | -                     | 4 rue Malher           | Devanture de style Art nouveau.                                                                             |       |
| Synagogue de la rue Pavée   | Hector Guimard                   | 1914                  | 10 rue Pavée           | |       |

### 5earrondissement
| Édifice                             | Architecte            | Année de construction | Adresse                            | Notes | Image |
| ----------------------------------- | --------------------- | --------------------- | ---------------------------------- | ----- | ----- |
| Édicules de la station Saint-Michel | Hector Guimard        | 1910                  | Boulevard Saint-Michel             |       |       |
| Immeuble                            | Charles Labro         | 1900                  | 15 rue des Ursulines               |       |       |
| Immeuble                            | Gaston-Georges Le Roy | 1909                  | 14 rue de l'Abbé-de-L'Épée         |       |       |
| Immeuble                            | François Saulnier     | -                     | 15 rue Gay-Lussac                  |       |       |
| Immeuble                            | François Saulnier     | -                     | 20-22-24 rue Pierre-et-Marie-Curie |       |       |
| Immeubles                           | Louis Pierre Marquet  | 1903                  | 2 bis-4 avenue des Gobelins        |       |       |

### 6earrondissement
| Édifice                             | Architecte                          | Année de construction | Adresse                      | Notes | Image |
| ----------------------------------- | ----------------------------------- | --------------------- | ---------------------------- | --- | ----- |
| Bouillon Chartier Montparnasse      | Jean-Marie Bouvier, Louis Trézel    | 1906                  | 59 boulevard du Montparnasse | Le restaurant, datant de 1858, est racheté en 1903 par les frères Chartier et redécoré dans un style Art nouveau en 1906 après d'importants travaux.                                          |       |
| Bouillon Racine                     | Jean-Marie Bouvier, Louis Trézel    | 1906                  | 3 rue Racine                 | Initialement nommé Grand Bouillon Camille Chartier. |       |
| Brasserie Vagenende                 | Jean-Marie Bouvier, Louis Trézel    | 1904                  | 142 boulevard Saint-Germain  | Ancien Bouillon Chartier. |       |
| Édicule de la station Saint-Michel  | Hector Guimard                      | 1913                  | Place Saint-André-des-Arts   | |       |
| Hôtel Lutetia                       | Louis-Charles Boileau, Henri Tauzin | 1910                  | 45 boulevard Raspail         | Sculptures réalisées par Léon Binet et Paul Belmondo. |       |
| Immeuble                            | Louis Sorel                         | 1912                  | 48 boulevard Raspail         | Annexe de la Banque de France. |       |
| Immeuble                            | Ferdinand Glaize                    | 1891                  | 95 rue de Vaugirard          | Marquise et oriel de style Art nouveau. |       |
| Immeuble                            | Raoul Brandon                       | 1919                  | 1 rue Huysmans               | Lauréat du concours de façades de la ville de Paris en 1923. |       |
| Immeuble                            | Raoul Brandon                       | 1919                  | 2 rue Huysmans               | |       |
| Immeuble Félix Potin                | Paul Auscher                        | 1904                  | 140-140 bis rue de Rennes    | Ancien magasin Félix Potin. |       |
| Immeuble Hennebique                 | Édouard Arnaud                      | 1900                  | 1 rue Danton                 | Cet immeuble fut le premier construit en béton armé à Paris. Céramiques réalisées par Alexandre Bigot.                                                                                        |       |
| Portique du Square Félix-Desruelles | Charles-Auguste Risler              | 1900                  | Square Félix-Desruelles      | Conçu pour l'Exposition universelle de 1900 en tant que portail d'entrée du Pavillon des manufactures françaises, dont il est le seul élément restant. Sculptures réalisées par Jules Coutan. |       |
| Restaurant                          | -                                   | -                     | 132 boulevard Saint-Germain  | Devanture donnant sur la cour du Commerce-Saint-André de style Art nouveau. |       |
| Restaurant                          | -                                   | -                     | 11 rue Saint-Benoît          | Décors d'inspiration Art nouveau réalisés dans les années 1970. Les éléments extérieurs sont retirés en 2018 à la suite du changement d'enseigne.                                             |       |

### 7earrondissement
| Édifice                  | Architecte                            | Année de construction | Adresse                               | Notes | Image |
| ------------------------ | ------------------------------------- | --------------------- | ------------------------------------- | --- | ----- |
| Hôtel Monttessuy         | Jules Lavirotte                       | 1899                  | 12 rue Sédillot                       | Ancien hôtel particulier qui abrite aujourd'hui le lycée italien Leonardo-da-Vinci. Sculptures réalisées par Léon Binet. |       |
| Hôtel Rateau             | Lucien Hesse                          | 1911                  | 10-10 bis avenue Élisée-Reclus        | Architecture éclectique mêlant éléments de style Art nouveau et néogothique. |       |
| Immeuble                 | Abel Simonet                          | 1900                  | 37 avenue de Breteuil                 | Immeuble haussmannien avec hall d'entrée et salle à manger de style Art nouveau. |       |
| Immeuble                 | Alexandre Barret                      | 1907                  | 16-16 bis avenue Élisée-Reclus        | |       |
| Immeuble                 | Richard Bouwens van der Boijen        | 1905                  | 27 bis-29 quai Anatole-France         | Ensemble construit par Bouwens van der Boijen avec l'immeuble voisin au n°27. Le n°27 bis abrite aujourd'hui le siège de l'ADIT. Céramiques réalisées par Gentil et Bourdet. |       |
| Immeuble                 | Louis-Hippolyte Boileau               | 1913                  | 55 quai d'Orsay                       | Immeuble éclectique mêlant les styles Art déco et Art nouveau. Sculptures réalisées par Léon Binet. |       |
| Immeuble                 | Thomasson                             | 1910                  | 23 rue Cler                           | |       |
| Immeuble                 | Jules Lavirotte                       | 1903                  | 134 rue de Grenelle                   | Réalisé par Lavirotte entre l'immeuble au 29 avenue Rapp et le Céramic Hôtel, ce bâtiment contraste dans son style beaucoup moins exubérant. |       |
| Immeuble                 | Jules Lavirotte                       | 1898                  | 151 rue de Grenelle                   | Première réalisation de Jules Lavirotte, dans un style encore assez classique malgré quelques éléments fantaisistes, notamment la porte d'entrée du bâtiment. |       |
| Immeuble                 | Paul Lahire                           | 1907                  | 21-21 bis rue Pierre-Leroux           | Façade recouverte de panneaux de grès du céramiste Alexandre Bigot. |       |
| Immeuble                 | Charles Letrosne                      | 1915                  | 5 rue Vaneau                          | |       |
| Immeuble                 | Jules Lavirotte                       | 1900                  | 3 square Rapp                         | Cet immeuble, plus sophistiqué que les précédentes réalisations de Lavirotte avec la présence plus abondante de grès flammé dans les décorations, fut le lieu de résidence de l'architecte. A noter également la belle grille extérieure devant l'entrée du bâtiment. |       |
| Immeuble Lavirotte       | Jules Lavirotte                       | 1901                  | 29 avenue Rapp                        | Réalisation la plus extravagante de Jules Lavirotte, grâce à laquelle il remporta le concours de façades de la ville de Paris en 1901. L'édifice, particulièrement innovant, possède une façade recouverte de panneaux de grès flammé, élaborés par le céramiste Alexandre Bigot. De multiples références à la sexualité sont faites dans les décorations, comme sur la porte où une forme phallique est représentée. L'immeuble est classé monument historique en 1964. |       |
| Immeuble Les Arums       | Octave Raquin                         | 1902                  | 33 rue du Champ-de-Mars               | Abondant décor floral sur le thème des arums. |       |
| Immeubles                | Gustave Goy                           | 1900, 1901            | 21 rue Monsieur, 14 ter rue Oudinot   | |       |
| Magasin                  | -                                     | 1900                  | 94 rue du Bac                         | Devanture de style Art nouveau. |       |
| Maison des dames des PTT | Eugène Bliault                        | 1905                  | 41 rue de Lille                       | L'immeuble abrite aujourd'hui au rez-de-chaussée un restaurant dans le décor Art nouveau d'origine. |       |
| Pont Alexandre-III       | Joseph Cassien-Bernard, Gaston Cousin | 1900                  | Quai d'Orsay, Port des Champs-Élysées | Construit pour l'Exposition universelle de 1900. |       |

### 8earrondissement
| Édifice                            | Architecte                                                   | Année de construction | Adresse                         | Notes | Image |
| ---------------------------------- | ------------------------------------------------------------ | --------------------- | ------------------------------- | --- | ----- |
| Boulangerie                        | L. Chapart                                                   | -                     | 12 rue des Saussaies            | Panneaux sous verre de style Art nouveau en façade. |       |
| Brasserie Mollard                  | Édouard-Jean Niermans                                        | 1895                  | 115 rue Saint-Lazare            | L'une des plus anciennes brasseries de la capitale. Le décor de la salle comprend diverses mosaïques ayant pour thème la gare Saint-Lazare et les destinations depuis cette dernière. |       |
| Céramic Hôtel                      | Jules Lavirotte                                              | 1904                  | 34 avenue de Wagram             | Après le succès du 29 avenue Rapp, Jules Lavirotte et Alexandre Bigot collaborent à nouveau en réalisant un hôtel à proximité de la place de l'Étoile. Là encore, la façade est recouverte de panneaux de grès flammés, ici accompagnés de briques émaillées, et leur projet est une nouvelle fois lauréat du concours de façades de la ville de Paris, en 1905. |       |
| Édicule de la station Europe       | Hector Guimard                                               | 1904                  | Rue de Madrid                   | |       |
| Édicule de la station Saint-Lazare | Hector Guimard                                               | 1904                  | Rue de Rome, rue de l'Arcade    | |       |
| Élysée Palace                      | Georges Chedanne                                             | 1899                  | 103 avenue des Champs-Élysées   | Ancien hôtel converti en bureaux. Aujourd'hui siège de la maison Dior. |       |
| Grand Palais                       | Charles Girault, Henri Deglane, Albert Louvet, Albert Thomas | 1900                  | Avenue Winston-Churchill        | Ferronneries et escaliers Art nouveau. |       |
| Hôtel Lalique                      | Alfred et Louis Feine                                        | 1903                  | 40 cours Albert-Ier             | Édifice de style néogothique comprenant plusieurs éléments décoratifs caractéristiques de l'Art nouveau. |       |
| Immeuble                           | Jules Lavirotte                                              | 1907                  | 6 rue de Messine                | Cet immeuble fut construit en même temps que l'hôtel particulier mitoyen, au 23 avenue de Messine. Sculptures réalisées par Léon Binet sur les deux bâtiments. |       |
| Immeuble                           | Jules Lavirotte                                              | 1907                  | 23 avenue de Messine            | Ancien hôtel particulier surélevé de quatre étages dans les années 1930. Il est le troisième projet de Jules Lavirotte à avoir été primé pour le concours de façades de la ville de Paris. |       |
| Immeuble                           | Xavier Schoellkopf                                           | 1902                  | 29 boulevard de Courcelles      | |       |
| Immeuble                           | François-Adolphe Bocage                                      | 1906                  | 15 rue de Téhéran               | |       |
| Immeuble                           | Lucien Roy                                                   | 1904                  | 50 rue du Rocher                | |       |
| Immeuble Guerlain                  | Charles Mewès                                                | 1914                  | 68 avenue des Champs-Élysées    | |       |
| Immeuble Watel                     | André Granet                                                 | 1914                  | 30 avenue Marceau               | Immeuble de style Art nouveau tardif avec un impressionnant fronton central. |       |
| Palais de la Découverte            | Charles Girault                                              | 1900                  | 2 avenue Franklin-D.-Roosevelt  | Construit en 1900 en tant qu'aile ouest du Grand Palais, le Palais d'Antin devient à partir de 1937 le Palais de la Découverte et est ensuite isolé du reste du bâtiment (cette connexion doit être restaurée en 2025 à la suite de la rénovation du Grand Palais). Le hall central offre un somptueux décor Art nouveau.                                        |       |
| Petit Palais                       | Charles Girault                                              | 1900                  | Avenue Winston-Churchill        | Édifice éclectique comprenant de multiples éléments de style Art nouveau dont la sublime grille à l'entrée du bâtiment. |       |
| Restaurant Beefbar Paris           | Emile Hurtré                                                 | 1898                  | 5 rue Marbeuf                   | Ancienne Fermette Marbeuf. |       |
| Restaurant Lucas Carton            | Louis Majorelle                                              | 1895                  | 9 place de la Madeleine         | Le restaurant ouvre en 1860 sous le nom de Taverne de France avant d'être profondément remanié en 1895 dans un décor Art nouveau. |       |
| Restaurant Maxim's                 | Louis Marnez                                                 | 1900                  | 3 rue Royale                    | Ouvert en 1893 en tant que petit bistro, des travaux sont entrepris en 1898, à la suite du rachat de l'établissement, pour lui donner son aspect actuel. Le lieu comprend également un musée privé où sont exposés divers objets et meubles de style Art nouveau.                                                                                                |       |
| Vuitton Building                   | Louis Bigaux, Koller                                         | 1913                  | 70-72 avenue des Champs-Élysées | Une boutique Louis Vuitton se trouvait initialement dans les étages inférieurs. Le bâtiment est aujourd'hui en grande partie occupé par l'hôtel Paris Marriott Champs-Élysées. |       |

### 9earrondissement
| Édifice                              | Architecte                                              | Année de construction | Adresse                                                                    | Notes | Image |
| ------------------------------------ | ------------------------------------------------------- | --------------------- | -------------------------------------------------------------------------- | --- | ----- |
| Édicule de la station Cadet          | Hector Guimard                                          | 1910                  | 65 rue La Fayette, 17 rue Cadet                                            | |       |
| Édicule de la station Opéra          | Hector Guimard                                          | 1904                  | Rue Auber, rue Scribe                                                      | |       |
| Galeries Lafayette Haussmann         | Georges Chedanne, Louis Majorelle, Jacques Gruber       | 1912                  | 38-42 boulevard Haussmann, 1 rue La Fayette, 15 rue de la Chaussée-d'Antin | Spectaculaire hall et coupole de style Art nouveau. |       |
| Immeuble                             | -                                                       | -                     | 23 rue Ballu                                                               | Porte et balcon de style Art nouveau. |       |
| Immeuble                             | Albert Le Voisvenel                                     | 1896                  | 26-28 rue de Clichy                                                        | |       |
| Immeuble                             | Charles Des Anges                                       | 1898                  | 18 rue de Mogador                                                          | |       |
| Printemps Haussmann                  | Paul Sédille, René Binet, Georges Wybo (reconstruction) | 1883, 1910            | 2 rue du Havre, 64-70 boulevard Haussmann et 115-127 rue de Provence       | Le deuxième magasin, aujourd'hui Printemps Femme, subit un incendie en 1921 et fut reconstruit sur les plans originaux dès 1923. L'intérieur fut cependant largement modifié lors de réaménagements ultérieurs, faisant disparaître une grande partie des décors Art nouveau. |       |
| Siège central de la Société Générale | Jacques Hermant                                         | 1912                  | 29 boulevard Haussmann                                                     | Intérieur dont coupole de style Art nouveau. |       |
| Théâtre de l'Athénée Louis-Jouvet    | Paul Fouquiau                                           | 1893                  | 7 rue Boudreau                                                             | |       |

### 10earrondissement
| Édifice                              | Architecte                                                         | Année de construction | Adresse                                              | Notes                                                              | Image |
| ------------------------------------ | ------------------------------------------------------------------ | --------------------- | ---------------------------------------------------- | ------------------------------------------------------------------ | ----- |
| Édicules de la station Château d'Eau | Hector Guimard                                                     | 1908                  | 49 et 51 boulevard de Strasbourg                     |                                                                    |       |
| Édicule de la station Colonel Fabien | Hector Guimard                                                     | 1903                  | Place du Colonel-Fabien                              |                                                                    |       |
| Édicules de la station Gare du Nord  | Hector Guimard                                                     | 1908                  | 9, 12 boulevard de Denain et 129 rue La Fayette      |                                                                    |       |
| Édicule de la station Louis Blanc    | Hector Guimard                                                     | 1910                  | 221 rue La Fayette, 223 rue du Faubourg-Saint-Martin |                                                                    |       |
| Édicule de la station République     | Hector Guimard                                                     | 1904                  | Place de la République                               |                                                                    |       |
| Immeuble                             | Alexandre Autant, Édouard Autant                                   | 1901                  | 14 rue d'Abbeville                                   | Abondant décor végétal en grès flammé réalisé par Alexandre Bigot. |       |
| Restaurant Bouillon Julien           | Édouard Fournier, Armand Ségaud, Louis Trézel, Hippolyte Boulenger | 1905                  | 16 rue du Faubourg-Saint-Denis                       |                                                                    |       |

### 11earrondissement
| Édifice                                | Architecte                            | Année de construction | Adresse                                                  | Notes | Image |
| -------------------------------------- | ------------------------------------- | --------------------- | -------------------------------------------------------- | --- | ----- |
| Café                                   | Jules Galopin                         | 1902                  | 116 avenue Ledru-Rollin                                  | |       |
| Édicule de la station Bastille         | Hector Guimard                        | 1900                  | Boulevard Beaumarchais                                   | Initialement situé rue de Lyon, déplacé en 1985.                                                                   |       |
| Édicules de la station Bréguet - Sabin | Hector Guimard                        | 1906                  | 9 et 23 boulevard Richard-Lenoir                         | |       |
| Édicule de la station Couronnes        | Hector Guimard                        | 1903                  | Boulevard de Belleville                                  | |       |
| Édicule de la station Ménilmontant     | Hector Guimard                        | 1903                  | Boulevard de Ménilmontant                                | |       |
| Édicule de la station Parmentier       | Hector Guimard                        | 1904                  | 88 bis avenue Parmentier                                 | |       |
| Édicules de la station Père Lachaise   | Hector Guimard                        | 1903                  | Boulevard de Ménilmontant et 103 avenue de la République | |       |
| Édicule de la station Richard-Lenoir   | Hector Guimard                        | 1906                  | 65 boulevard Richard-Lenoir                              | |       |
| Édicule de la station Rue Saint-Maur   | Hector Guimard                        | 1904                  | 74 avenue de la République                               | |       |
| Immeuble                               | Eugène Meyer, Edgar Brandt, P. Roye   | 1910                  | 7 avenue de la République                                | Les ornementations en façade ont disparu.                                                                          |       |
| Immeuble                               | Louis Blanc                           | 1902                  | 22 rue Trousseau                                         | |       |
| Maison                                 | Achille Champy                        | 1902                  | 9 rue Chanzy                                             | |       |
| Palais de la Femme                     | Auguste Labussière, Célestin Longerey | 1910                  | 94 rue de Charonne                                       | Ancien hôtel populaire pour hommes célibataires. Le bâtiment est aujourd'hui un établissement de l'Armée du salut. |       |

### 12earrondissement
| Édifice                            | Architecte     | Année de construction | Adresse                  | Notes | Image |
| ---------------------------------- | -------------- | --------------------- | ------------------------ | --- | ----- |
| Édicule de la station Daumesnil    | Hector Guimard | 1909                  | Place Félix-Éboué        | |       |
| Édicule de la station Gare de Lyon | Hector Guimard | 1900                  | Boulevard Diderot        | |       |
| Édicules de la station Nation      | Hector Guimard | 1906, 1909            | Place de la Nation       | |       |
| Édicule de la station Picpus       | Hector Guimard | 1906                  | Avenue de Saint-Mandé    | |       |
| Immeuble                           | Emile Thomas   | 1901                  | 30 avenue Daumesnil      | |       |
| Immeuble                           | Jean Falp      | 1905                  | 17 avenue du Bel-Air     | |       |
| Immeuble                           | Jean Falp      | 1903                  | 41 avenue de Saint-Mandé | |       |
| Immeuble                           | -              | -                     | 6 place Félix-Eboué      | |       |
| Immeuble                           | Raoul Brandon  | 1911                  | 199-201 rue de Charenton | L'immeuble est lauréat du concours de façades de la ville de Paris en 1911. Sculptures réalisées par Pierre-Alexandre Morlon. |       |
| Immeubles                          | Jean Falp      | 1905, 1909            | 2, 4 et 6 rue Dorian     | |       |

### 13earrondissement
| Édifice                               | Architecte        | Année de construction | Adresse                  | Notes                                | Image |
| ------------------------------------- | ----------------- | --------------------- | ------------------------ | ------------------------------------ | ----- |
| Édicule de la station Campo-Formio    | Hector Guimard    | 1906                  | Boulevard de l'Hôpital   |                                      |       |
| Édicules de la station Place d'Italie | Hector Guimard    | 1906                  | Place d'Italie           |                                      |       |
| Édicule de la station Saint-Marcel    | Hector Guimard    | 1906                  | Boulevard de l'Hôpital   |                                      |       |
| Immeuble                              | G. Just, E. Denis | 1901                  | 76 avenue d'Italie       | Ornementations de style Art nouveau. |       |
| Immeuble                              | Jean Mérou        | 1904                  | 127 rue de la Glacière   |                                      |       |
| Immeuble                              | Ferdinand Gombeau | 1910                  | 29 rue Guyton-de-Morveau |                                      |       |
| Maison                                | Ferdinand Gombeau | -                     | 25 rue Guyton-de-Morveau |                                      |       |

### 14earrondissement
| Édifice                                 | Architecte                      | Année de construction | Adresse                                   | Notes | Image |
| --------------------------------------- | ------------------------------- | --------------------- | ----------------------------------------- | --- | ----- |
| Édicule de la station Denfert-Rochereau | Hector Guimard                  | 1909                  | Place Denfert-Rochereau                   | |       |
| Édicules de la station Mouton-Duvernet  | Hector Guimard                  | 1909                  | Avenue du Général-Leclerc                 | |       |
| Édicule de la station Raspail           | Hector Guimard                  | 1909                  | Boulevard Raspail, boulevard Edgar-Quinet | |       |
| Hôtel Paul Follot                       | Paul Follot                     | 1912                  | 5 rue Victor-Schœlcher                    | Ancien atelier de l’artiste-décorateur Paul Follot, mêlant les styles Art nouveau et Art déco. Il abrite depuis 2018 l'Institut Giacometti. |       |
| Immeuble                                | Raoul Brandon                   | 1913                  | 172 avenue du Maine                       | |       |
| Immeuble                                | Charles Lozouet                 | 1913                  | 120-120 bis boulevard du Montparnasse     | Frises de style Art nouveau. |       |
| Immeuble                                | Léon Boucher                    | 1911                  | 1 rue Boulard                             | |       |
| Immeuble                                | André Arfvidson                 | 1911                  | 31-31 bis rue Campagne-Première           | Immeuble d'ateliers d'artistes dont la façade est recouverte de panneaux de grès du céramiste Alexandre Bigot.                              |       |
| Immeuble                                | François Saulnier               | 1903                  | 3 rue Cassini                             | |       |
| Immeuble                                | Meyer                           | 1898                  | 108 rue d'Alésia, 40 rue des Plantes      | Frises en céramique de style Art nouveau.                                                                                                   |       |
| Immeuble                                | Eugène Petit                    | 1902                  | 16 rue des Plantes                        | |       |
| Immeuble                                | Emile Molinié                   | 1913                  | 7 rue Lebouis                             | Ancien atelier d'artiste mêlant les styles Art nouveau et Art déco. Il est primé au concours de façades de la ville de Paris en 1913.       |       |
| Immeuble                                | Maurice Bergounioux             | 1900                  | 23-23 bis rue Morère                      | |       |
| Immeuble                                | Patrice Boudard, Gilbert Brière | 1911                  | 24 rue Sarrette                           | |       |
| Immeubles                               | -                               | -                     | Rue Louis-Morard                          | Série d'immeubles comprenant des éléments de style Art nouveau.                                                                             |       |
| Immeubles                               | Paul Schroeder                  | 1914                  | 1-2 villa Louvat                          | |       |

### 15earrondissement
| Édifice                       | Architecte                         | Année de construction | Adresse                         | Notes | Image |
| ----------------------------- | ---------------------------------- | --------------------- | ------------------------------- | --- | ----- |
| Boucherie                     | -                                  | -                     | 54 rue de la Convention         | Devanture de style Art nouveau. |       |
| Édicule de la station Pasteur | Hector Guimard                     | 1909                  | Boulevard Pasteur               | |       |
| Immeuble                      | Gabriel Ruprich-Robert             | 1899                  | 50 avenue de Ségur              | |       |
| Immeuble                      | Joachim Richard                    | 1911                  | 136 avenue Émile-Zola           | |       |
| Immeuble                      | Henri Audiger, Joachim Richard     | 1907                  | 40 avenue Félix-Faure           | Le bas-relief du premier étage est une illustration de la fable Le Corbeau et le Renard de Jean de La Fontaine.                                                                            |       |
| Immeuble                      | Clément Feugueur                   | 1913                  | 68 avenue Félix-Faure           | |       |
| Immeuble                      | Henri Ragache                      | 1902                  | 14 place Adolphe-Chérioux       | |       |
| Immeuble                      | Alfred Wagon                       | 1905                  | 24 place Étienne-Pernet         | Cet immeuble est notable par la présence abondante, presque excessive, d'arabesques et de courbes dans la décoration.                                                                      |       |
| Immeuble                      | Jacques Muscat                     | 1904                  | 8 rue Auguste Bartholdi         | |       |
| Immeuble                      | Clément Feugueur                   | 1908                  | 45 rue de la Convention         | |       |
| Immeuble                      | André Granet                       | 1914                  | 30 rue Desaix, 14 square Desaix | |       |
| Immeuble                      | Joachim Richard                    | 1910                  | 56 rue des Entrepreneurs        | |       |
| Immeuble                      | Eugène Petit                       | 1912                  | 18 rue du Général-Beuret        | Porte atypique de forme circulaire. |       |
| Immeuble                      | Léon Chesnay                       | 1907                  | 128-130 rue Lecourbe            | |       |
| Immeuble                      | Clément Feugueur                   | 1909                  | 41 rue Violet                   | |       |
| Immeubles                     | Paul Denis                         | 1904                  | 8, 10 rue Valentin-Haüy         | |       |
| Maison                        | Jules Lavirotte                    | 1905                  | 169-169 bis boulevard Lefebvre  | |       |
| Maisons                       | Maurice Porche                     | 1901                  | 197T rue Saint-Charles          | |       |
| Pont de Bir-Hakeim            | Louis Biette, Jean Camille Formigé | 1905                  | Port de Suffren                 | Les colonnes du viaduc ferroviaire furent modifiées en 1942 pour pouvoir supporter des rames de métro plus lourdes tout en conservant leur style courbé, caractéristique de l'Art nouveau. |       |

### 16earrondissement
| Édifice                                | Architecte                       | Année de construction | Adresse                                                      | Notes | Image |
| -------------------------------------- | -------------------------------- | --------------------- | ------------------------------------------------------------ | --- | ----- |
| Atelier Carpeaux                       | Hector Guimard                   | 1895                  | 39 boulevard Exelmans                                        | Ancien atelier du sculpteur Jean-Baptiste Carpeaux (construit à une date inconnue), modifié et surélevé par Hector Guimard en 1895 dans un style assez sobre. |       |
| Castel Béranger                        | Hector Guimard                   | 1898                  | 14 rue Jean-de-La-Fontaine                                   | Le Castel Béranger est l'édifice qui permettra à Guimard de gagner considérablement en notoriété. L'architecte fit modifier ses plans à la suite d'un voyage en Belgique où il rencontra Victor Horta et put observer son travail. A son retour à Paris, il décida alors d'insérer divers éléments fantasques qui donneront au bâtiment son aspect extraordinaire. Après son achèvement, le bâtiment, bien que très controversé, remporta le premier concours de façades de la ville de Paris. |       |
| Cité Argentine                         | Henri Sauvage, Charles Sarazin   | 1907                  | 111 avenue Victor-Hugo                                       | Ferronneries de style Art nouveau. |       |
| École du Sacré-Cœur                    | Hector Guimard                   | 1895                  | 11 avenue de La Frillière                                    | L'originalité du bâtiment se trouve dans les piliers supportant le premier étage, qui furent conçus pour maximiser l'espace au sol dû à l'étroitesse de la parcelle. |       |
| Édicule de la station Boissière        | Hector Guimard                   | 1909                  | Avenue Kléber                                                | |       |
| Édicule de la station Chardon-Lagache  | Hector Guimard                   | 1913                  | Rue Molitor, rue Chardon-Lagache                             | |       |
| Édicule de la station Église d'Auteuil | Hector Guimard                   | 1913                  | Rue d'Auteuil, rue Chardon-Lagache                           | |       |
| Édicules de la station Kléber          | Hector Guimard                   | 1909                  | Avenue Kléber                                                | |       |
| Édicule de la station Mirabeau         | Hector Guimard                   | 1913                  | Rue Mirabeau                                                 | |       |
| Édicule de la station Porte d'Auteuil  | Hector Guimard                   | 1913                  | Boulevard de Montmorency                                     | |       |
| Édicules de la station Porte Dauphine  | Hector Guimard                   | 1902                  | Avenue Foch et avenue Bugeaud                                | La station possède l'unique édicule d'origine de modèle B restant. |       |
| Édicule de la station Victor Hugo      | Hector Guimard                   | 1902                  | Avenue Victor-Hugo, place Victor-Hugo, rue Léonard-de-Vinci  | |       |
| Hôtel Baconnier                        | Maurice Du Bois d'Auberville     | 1911                  | 3 rue Alfred-Dehodencq                                       | |       |
| Hôtel Borchardt                        | Charles Plumet                   | 1908                  | 21 rue Octave-Feuillet                                       | |       |
| Hôtel Danois                           | Joachim Richard, Henri Audiger   | 1908                  | 40 rue Boileau                                               | Ancien hôtel particulier abritant aujourd'hui l'école internationale algérienne. Le bâtiment, construit en béton armé, s'inspire de l'architecture orientale. Céramiques réalisées par Gentil et Bourdet. |       |
| Hôtel Delfau                           | Hector Guimard                   | 1894                  | 1 rue Molitor                                                | |       |
| Hôtel Deron-Levent                     | Hector Guimard                   | 1907                  | 8 villa de la Réunion                                        | |       |
| Hôtel Guimard                          | Hector Guimard                   | 1912                  | 122 avenue Mozart                                            | Guimard réalisa cet hôtel particulier pour lui et son épouse, Adeline Oppenheim, à la suite de leur mariage. Ils y vécurent pendant près de vingt ans. L'intérieur du bâtiment fut par la suite complètement modifié et divisé en appartements tandis que le mobilier fut légué à différentes institutions. |       |
| Hôtel Jassedé                          | Hector Guimard                   | 1893                  | 41 rue Chardon-Lagache                                       | |       |
| Hôtel Mercédès                         | Georges Chedanne                 | 1906                  | 9 rue de Presbourg                                           | |       |
| Hôtel Mezzara                          | Hector Guimard                   | 1911                  | 60 rue Jean-de-La-Fontaine                                   | Édifice particulièrement représentatif du « style Guimard » dont la décoration intérieure d'origine, comprenant notamment une remarquable verrière, a été conservée. |       |
| Hôtel Nozal                            | Charles Blanche                  | 1911                  | 17-21 quai Louis-Blériot                                     | |       |
| Hôtel Pauilhac                         | Charles Letrosne                 | 1911                  | 59 avenue Raymond-Poincaré                                   | Architecture éclectique mêlant éléments de style Art nouveau et néogothique. |       |
| Hôtel Roszé                            | Hector Guimard                   | 1891                  | 34 rue Boileau                                               | Cet hôtel particulier, d'inspiration italienne, est le plus ancien bâtiment réalisé par Guimard encore existant. |       |
| Immeuble                               | Albert Tournaire                 | 1911                  | 30 avenue d'Eylau                                            | |       |
| Immeuble                               | Maurice du Bois d'Auberville     | 1910                  | 1-5 avenue Mozart                                            | |       |
| Immeuble                               | Charles Rouillard                | 1908                  | 125 avenue Mozart                                            | |       |
| Immeuble                               | Deneu de Montbrun                | 1911                  | 14 avenue Perrichont                                         | Garde-corps réalisés par Hector Guimard. |       |
| Immeuble                               | Joachim Richard                  | 1907                  | 15 avenue Perrichont                                         | Façade singulière composée de céramiques, réalisées par Gentil et Bourdet, et de briques polychromes. |       |
| Immeuble                               | Charles Plumet                   | 1895                  | 67 avenue Raymond-Poincaré                                   | |       |
| Immeuble                               | Charles Plumet                   | 1913                  | 39 avenue Victor-Hugo                                        | |       |
| Immeuble                               | Charles Plumet                   | 1901                  | 50 avenue Victor-Hugo                                        | |       |
| Immeuble                               | Albert Sélonier                  | 1913                  | 19-19 bis boulevard Delessert, 4 square Alboni               | |       |
| Immeuble                               | Charles Plumet                   | 1912                  | 11 boulevard Lannes                                          | |       |
| Immeuble                               | Lucien Hesse                     | 1918                  | 55 boulevard Lannes                                          | |       |
| Immeuble                               | Charles Labro                    | 1912                  | 21 boulevard Suchet, 9 rue Louis-Boilly                      | |       |
| Immeuble                               | Auguste Perret                   | 1903                  | 25 bis rue Benjamin-Franklin                                 | Ce bâtiment est novateur par sa structure en béton armé, laissé apparente. Des panneaux de grès flammés du céramiste Alexandre Bigot représentant des motifs floraux, caractéristiques de l'Art nouveau, viennent habiller la façade. |       |
| Immeuble                               | Eugène Chauliat                  | 1906                  | 59 rue Chardon-Lagache                                       | |       |
| Immeuble                               | Auguste Jalabert                 | 1910                  | 3 rue Chernoviz                                              | |       |
| Immeuble                               | Léon Bénouville                  | 1900                  | 2 rue du Général-Appert, 46 rue Spontini                     | |       |
| Immeuble                               | Ernest Herscher                  | 1907                  | 85-87 rue Jean-de-La-Fontaine                                | |       |
| Immeuble                               | Raymond Barbaud, Édouard Bauhain | 1906                  | 5 rue Lalo                                                   | |       |
| Immeuble                               | Louis Sorel                      | 1905                  | 7 rue Le Tasse                                               | |       |
| Immeuble                               | Maurice du Bois d'Auberville     | 1910                  | 19 rue Octave-Feuillet                                       | La partie supérieure de l'édifice, comprenant une spectaculaire rotonde en béton armé, fut détruite lors de la surélévation du bâtiment. |       |
| Immeuble                               | Ernest-Marie Herscher            | 1911                  | 39 rue Scheffer                                              | |       |
| Immeuble Jassedé                       | Hector Guimard                   | 1905                  | 142 avenue de Versailles                                     | |       |
| Immeuble Les Chardons                  | Charles Klein                    | 1903                  | 2 rue Eugène-Manuel, 9 rue Claude-Chahu                      | Pléthorique décoration sur le thème du chardon. |       |
| Immeuble Trémois                       | Hector Guimard                   | 1909                  | 11 rue François-Millet                                       | |       |
| Immeubles                              | Hector Guimard                   | 1911                  | 8-10 rue Agar, 17-19-21 rue Jean-de-La-Fontaine, 43 rue Gros | L'ensemble immobilier de la rue Agar comprend 7 bâtiments réalisés par Guimard dans un style similaire, bien loin de l'exubérance du Castel Béranger, situé à quelques pas de là. |       |
| Maison                                 | Joachim Richard                  | 1914                  | 16 rue de Montevideo                                         | |       |
| Maison                                 | Hector Guimard                   | 1922                  | 3 square Jasmin                                              | Cet hôtel particulier est l'une des dernières réalisations de Guimard encore notablement marquée par l'Art nouveau, le style étant à l'époque déjà démodé depuis plusieurs années. Il a pour particularité d'avoir été construit en éléments préfabriqués, en réponse aux besoins de reconstruction à la suite de la Première Guerre mondiale. |       |

### 17earrondissement
| Édifice                        | Architecte                     | Année de construction | Adresse                                      | Notes | Image |
| ------------------------------ | ------------------------------ | --------------------- | -------------------------------------------- | --- | ----- |
| Édicule de la station Monceau  | Hector Guimard                 | 1902                  | Boulevard de Courcelles                      | |       |
| Édicule de la station Rome     | Hector Guimard                 | 1902                  | Boulevard des Batignolles                    | |       |
| Édicule de la station Ternes   | Hector Guimard                 | 1902                  | Place des Ternes                             | |       |
| Édicule de la station Villiers | Hector Guimard                 | 1902                  | 25-27 boulevard de Courcelles                | |       |
| Édicule de la station Wagram   | Hector Guimard                 | 1910                  | Avenue de Villiers, rue Brémontier           | |       |
| Immeuble                       | Maurice Coulomb, Louis Chauvet | 1911                  | 8 avenue de Verzy                            | |       |
| Immeuble                       | René Simonet                   | 1901, 1910            | 62-64 rue Boursault                          | Bâtiment réalisé en deux temps. La première partie, achevée en 1901, est la plus singulière avec son double oriel et sa structure partielle en fer apparente.         |       |
| Immeuble                       | Auguste Verdonnet              | 1902                  | 68 rue Boursault                             | |       |
| Immeuble                       | Auguste Verdonnet              | 1902                  | 7 rue Bridaine                               | |       |
| Immeuble                       | Léon Chesnay                   | 1907                  | 85 rue de Courcelles                         | |       |
| Immeuble                       | Théodore Petit                 | 1907                  | 132-134 rue de Courcelles                    | Sculptures réalisées par Henri Bouchard et Léon Binet. |       |
| Immeuble                       | Charles Plumet                 | 1897                  | 36 rue de Tocqueville                        | A noter les beaux vitraux présents sur les fenêtres en baie. |       |
| Immeuble                       | Paul Lahire                    | 1912                  | 19 rue du Colonel-Moll                       | |       |
| Immeuble                       | Jacques Hermant                | 1906                  | 10 rue Georges-Berger                        | |       |
| Immeuble                       | Henri Sauvage, Charles Sarazin | 1904                  | 22-22 bis rue Laugier                        | |       |
| Immeuble                       | L. Dupont                      | 1906                  | 76 rue Nollet                                | |       |
| Immeuble                       | Louis Pierre Marquet           | 1903                  | 53 rue Truffaut                              | |       |
| Immeuble                       | Louis Lefranc                  | 1905                  | 6 rue Villaret-de-Joyeuse                    | Étonnant immeuble possédant des loggias sur la majorité de ses étages.                                                                                                |       |
| Magasins Réunis Étoile         | Marcel Oudin                   | 1912                  | 30 avenue des Ternes                         | Ancien grand magasin occupé depuis les années 1990 par la Fnac Paris Ternes. Le bâtiment est notable par sa façade en béton armé, autrefois recouverte de céramiques. |       |
| Maison                         | Albert Polart                  | 1904                  | 5 avenue de Verzy                            | Bâtiment inspiré du palais de la Zisa à Palerme. |       |
| Maison                         | E. Navarre                     | -                     | 53 rue Nollet                                | |       |
| Maison Dumas                   | Paul Sédille                   | 1892                  | 32 rue Eugène-Flachat, 51 boulevard Berthier | Cet hôtel particulier comprend deux façades, l'une donnant sur la rue Eugène-Flachat et l'autre sur le boulevard Berthier, ayant pour particularité leur polychromie. |       |

### 18earrondissement
| Édifice                                | Architecte                     | Année de construction | Adresse                                    | Notes | Image |
| -------------------------------------- | ------------------------------ | --------------------- | ------------------------------------------ | --- | ----- |
| Cénotaphe d'Émile Zola                 | Frantz Jourdain                | 1902                  | Cimetière de Montmartre                    | |       |
| Édicule de la station Abbesses         | Hector Guimard                 | 1900                  | Place des Abbesses                         | Initialement situé à la station Hôtel de Ville, déplacé en 1974. Il est l'unique édicule d'origine de modèle A restant. |       |
| Édicule de la station Anvers           | Hector Guimard                 | 1900                  | 70 boulevard de Rochechouart               | |       |
| Édicule de la station Blanche          | Hector Guimard                 | 1902                  | Boulevard de Clichy                        | |       |
| Édicule de la station Pigalle          | Hector Guimard                 | 1902                  | 16 boulevard de Clichy                     | |       |
| Édicules de la station Place de Clichy | Hector Guimard                 | 1902                  | 130 boulevard de Clichy et place de Clichy | |       |
| Église Saint-Jean de Montmartre        | Anatole de Baudot              | 1904                  | 19 rue des Abbesses                        | Les travaux débutèrent en 1894 mais furent arrêtés pour cause de non-conformité avec les règles d'urbanisme. Ils reprirent en 1902 et l'église fut finalement achevée en 1904. Il s'agit du premier bâtiment sacré en béton armé. Ce fut une innovation dans le domaine, et qui a été pour le moins controversée. L'église en totalité a été classée Monument Historique le 9 septembre 2014. |       |
| Élysée-Montmartre                      | Édouard-Jean Niermans          | 1902                  | 72 boulevard de Rochechouart               | Redécoré dans un style Art Nouveau / Rococo à la suite d'un incendie en 1900. |       |
| Immeuble                               | Maurice Gridaine, Torchet      | 1901                  | 7 bis rue Damrémont                        | |       |
| Immeuble                               | Henri Sauvage, Charles Sarazin | 1904                  | 17 rue Damrémont                           | |       |
| Immeuble                               | Louis Dupont                   | 1905                  | 153 rue Lamarck                            | |       |
| Immeuble                               | Paul J. Mérou                  | 1903                  | 3 rue Lécuyer                              | |       |
| Immeuble Deneux                        | Henri Deneux                   | 1913                  | 185 rue Belliard                           | Immeuble possédant une structure en béton armé apparente recouverte de carreaux de céramiques, conçus par la société Gentil et Bourdet, disposés de manière particulièrement originale pour créer des motifs sur l'ensemble de la façade. |       |

### 19earrondissement
| Édifice                                 | Architecte     | Année de construction | Adresse                                 | Notes                                                                 | Image |
| --------------------------------------- | -------------- | --------------------- | --------------------------------------- | --------------------------------------------------------------------- | ----- |
| Édicule de la station Bolivar           | Hector Guimard | 1902                  | Avenue Simon-Bolivar                    | Initialement situé à la station Barbès-Rochechouart, déplacé en 1987. |       |
| Édicule de la station Botzaris          | Hector Guimard | 1911                  | Rue Botzaris                            |                                                                       |       |
| Édicule de la station Crimée            | Hector Guimard | 1910                  | 185 rue de Crimée, 2 rue Mathis         |                                                                       |       |
| Édicule de la station Jaurès            | Hector Guimard | 1902                  | 184 boulevard de la Villette            |                                                                       |       |
| Édicule de la station Pré-Saint-Gervais | Hector Guimard | 1911                  | Boulevard Sérurier, rue Alphonse-Aulard |                                                                       |       |

### 20earrondissement
| Édifice                                | Architecte              | Année de construction | Adresse                                 | Notes                           | Image |
| -------------------------------------- | ----------------------- | --------------------- | --------------------------------------- | ------------------------------- | ----- |
| Boulangerie                            | Michel                  | 1910                  | 43 rue des Envierges, 71 rue de la Mare | Devanture de style Art nouveau. |       |
| Édicule de la station Alexandre Dumas  | Hector Guimard          | 1903                  | Boulevard de Charonne                   |                                 |       |
| Édicule de la station Avron            | Hector Guimard          | 1903                  | Boulevard de Charonne                   |                                 |       |
| Édicule de la station Gambetta         | Hector Guimard          | 1905                  | Place Martin-Nadaud                     |                                 |       |
| Édicule de la station Philippe Auguste | Hector Guimard          | 1903                  | Boulevard de Charonne                   |                                 |       |
| Immeuble                               | François-Adolphe Bocage | 1908                  | 95 avenue Gambetta                      |                                 |       |
| Immeuble                               | Achille Champy          | 1900                  | 10 rue Belgrand                         |                                 |       |
| Monument funéraire de Georges Guët     | Georges Guët            | 1907                  | Cimetière du Père-Lachaise              |                                 |       |
| Restaurant                             | -                       | 1905                  | 43 rue des Couronnes                    | Devanture de style Art nouveau. |       |
| Tombe d'Ernest Caillat                 | Hector Guimard          | 1899                  | Cimetière du Père-Lachaise              |                                 |       |

### Édifices en banlieue parisienne

#### Essonne
| Édifice        | Architecte     | Année de construction | Commune               | Adresse                     | Notes | Image |
| -------------- | -------------- | --------------------- | --------------------- | --------------------------- | ----- | ----- |
| Castel Orgeval | Hector Guimard | 1905                  | Villemoisson-sur-Orge | 2 avenue de la Mare Tambour |       |       |

#### Hauts-de-Seine
| Édifice                         | Architecte                   | Année de construction | Commune              | Adresse                         | Notes | Image |
| ------------------------------- | ---------------------------- | --------------------- | -------------------- | ------------------------------- | --- | ----- |
| Entrepôts du Printemps          | Ernest Papinot, René Simonet | 1910                  | Clichy               | 69 boulevard du Général Leclerc | Annexe des Grands Magasins du Printemps. Elle fut agrandie dans les années 1920 avec le rajout d'un bâtiment Art déco conçu par Georges Wybo. L'ensemble a depuis été réhabilité en bureaux. Céramiques réalisées par Alexandre Bigot. |       |
| Immeuble                        | Gustave Monceau              | 1913                  | Boulogne-Billancourt | 24 rue de la Tourelle           | |       |
| Immeuble                        | Chauron                      | 1905                  | Clamart              | 1 rue Hébert                    | |       |
| Immeuble                        | Eugène Coulon                | 1904                  | Courbevoie           | 14 avenue Gallieni              | |       |
| Immeuble                        | Edmond Lamoureux             | -                     | Levallois-Perret     | 66 rue Anatole-France           | |       |
| Immeuble                        | -                            | -                     | Levallois-Perret     | 92 rue Anatole-France           | Ancienne manufacture de Pianos J. Larry. |       |
| Immeuble                        | -                            | -                     | Levallois-Perret     | 57 rue Aristide-Briand          | Porte et ferronneries de style Art nouveau. |       |
| Immeuble                        | -                            | -                     | Levallois-Perret     | 57 rue Carnot                   | |       |
| Immeuble                        | Edmond Lamoureux             | 1903                  | Levallois-Perret     | 41 rue Chaptal                  | |       |
| Immeuble                        | L. Meunier                   | 1905                  | Levallois-Perret     | 10 rue Henri Barbusse           | Ancien magasin J. Damoy. |       |
| Immeuble                        | Edmond Lamoureux             | 1902                  | Levallois-Perret     | 39 rue Louis-Rouquier           | |       |
| Immeuble                        | -                            | -                     | Levallois-Perret     | 46 rue Louis-Rouquier           | Porte et ferronneries de style Art nouveau. |       |
| Immeuble                        | Edmond Lamoureux             | 1900                  | Levallois-Perret     | 39 rue Gabriel-Péri             | |       |
| Immeuble                        | Edmond Lamoureux             | 1906                  | Levallois-Perret     | 46 rue Gabriel-Péri             | |       |
| Immeuble                        | Eugène Petit                 | -                     | Montrouge            | 61 avenue de la République      | |       |
| Le Chalet Blanc                 | Hector Guimard               | 1909                  | Sceaux               | 2 rue du Lycée                  | |       |
| Maison                          | Alexandre Barret             | 1900                  | Boulogne-Billancourt | 62 route de la Reine            | |       |
| Maison                          | Eugène Coulon                | 1906                  | Courbevoie           | 1 boulevard Saint-Denis         | |       |
| Maison Dupont                   | Charles Lefebvre             | 1905                  | Boulogne-Billancourt | 272 boulevard Jean-Jaurès       | |       |
| Maison Louis Vuitton            | -                            | -                     | Asnières-sur-Seine   | 18 rue Louis-Vuitton            | |       |
| Portail du cimetière des Chiens | Eugène Petit                 | 1899                  | Asnières-sur-Seine   | 4 pont de Clichy                | |       |
| Villa Canivet                   | Hector Guimard               | 1899                  | Garches              | 18 avenue Alphonse de Neuville  | Fortement altéré au fil des années. |       |
| Villa Hemsy                     | Hector Guimard               | 1913                  | Saint-Cloud          | 3 rue de Crillon                | |       |
| Villa Pauline                   | Victor Francione             | 1903                  | Courbevoie           | 42 rue Hoche                    | |       |

#### Seine-et-Marne
| Édifice          | Architecte     | Année de construction | Commune       | Adresse             | Notes | Image |
| ---------------- | -------------- | --------------------- | ------------- | ------------------- | ----- | ----- |
| Maison Pierrotet | Jules Viatte   | 1901                  | Fontainebleau | 7 rue Alexis-Durand |       |       |
| Maison Rustica   | Victor Massoul | -                     | Faremoutiers  | 12 rue Foch         |       |       |

#### Val-de-Marne
| Édifice             | Architecte                | Année de construction | Commune              | Adresse                           | Notes | Image |
| ------------------- | ------------------------- | --------------------- | -------------------- | --------------------------------- | --- | ----- |
| Cinéma Royal Palace | Milon                     | 1920                  | Nogent-sur-Marne     | 165 Grande-Rue-Charles-de-Gaulle  | |       |
| Immeuble            | Georges Guyon             | 1903                  | Charenton-le-Pont    | 15 rue Gabrielle                  | |       |
| Immeuble            | Georges-Théodore Nachbaur | -                     | Nogent-sur-Marne     | 11 boulevard de la République     | |       |
| Immeuble            | Georges Damotte           | 1909                  | Nogent-sur-Marne     | 31 Grande-Rue-Charles-de-Gaulle   | |       |
| Immeuble            | Georges-Théodore Nachbaur | -                     | Nogent-sur-Marne     | 96 Grande-Rue-Charles-de-Gaulle   | |       |
| Immeuble            | Georges Guyon             | 1907                  | Saint-Maurice        | 41 rue du Val-d'Osne              | |       |
| Immeuble            | Georges Malo              | -                     | Vincennes            | 32 avenue du Général de Gaulle    | |       |
| Immeuble            | Emile Willaey             | 1907                  | Vincennes            | 17 rue des Laitières              | |       |
| Immeuble            | -                         | 1914                  | Vincennes            | 53-57 rue du Commandant Mowat     | |       |
| Immeubles           | Georges-Théodore Nachbaur | -                     | Nogent-sur-Marne     | 1 bis-1 ter rue Bauyn de Perreuse | |       |
| Immeubles           | Georges-Théodore Nachbaur | -                     | Nogent-sur-Marne     | 3-5 rue Lemancel                  | |       |
| Maison              | -                         | -                     | Le Perreux-sur-Marne | 24 quai de Champagne              | |       |
| Maison              | -                         | -                     | Le Perreux-sur-Marne | 47 avenue Gabriel Péri            | |       |
| Maison              | Georges Damotte           | 1907                  | Nogent-sur-Marne     | 52 avenue de Joinville            | |       |
| Maison              | Georges-Théodore Nachbaur | -                     | Nogent-sur-Marne     | 4-6 boulevard de la République    | |       |
| Maison              | Georges-Théodore Nachbaur | -                     | Nogent-sur-Marne     | 9 boulevard de la République      | |       |
| Maison              | -                         | -                     | Nogent-sur-Marne     | 14 rue de Coulmiers               | |       |
| Maison              | Léon Boucher              | -                     | Nogent-sur-Marne     | 44 rue Jacques Kable              | Le portail et certaines ornementations ont disparu.                                                                         |       |
| Maison              | Georges Damotte           | -                     | Nogent-sur-Marne     | 98 rue François Rolland           | |       |
| Maison              | Georges Damotte           | 1907                  | Nogent-sur-Marne     | 1 rue Thiers                      | |       |
| Maison              | Georges Guyon             | -                     | Saint-Maurice        | 32 rue du Docteur Decorse         | |       |
| Maison              | Victor Francione          | 1905                  | Vincennes            | 58 avenue des Minimes             | |       |
| Maison              | Louis Sorel               | 1910                  | Vincennes            | 13 rue Eugénie Gérard             | |       |
| Maison              | Georges Malo              | -                     | Vincennes            | 21 rue Louis Besquel              | |       |
| Maison              | Georges Malo              | 1904                  | Vincennes            | 28 rue Louis Besquel              | |       |
| Maisons             | Georges-Théodore Nachbaur | -                     | Nogent-sur-Marne     | Rue José Dupuis                   | Série de maisons réalisées par Nachbaur possédant des éléments plus ou moins prononcés de style Art nouveau.                |       |
| Maison Damotte      | Georges Damotte           | 1902                  | Nogent-sur-Marne     | 8 rue André Pontier               | |       |
| Maison Pourquoi Pas | Georges-Théodore Nachbaur | -                     | Le Perreux-sur-Marne | 46 avenue Gabriel Péri            | |       |
| Pavillon des Élus   | -                         | 1910                  | Nogent-sur-Marne     | Place Roland-Nungesser            | Verrière de style Art nouveau.                                                                                              |       |
| Villa Jacques       | Georges-Théodore Nachbaur | -                     | Le Perreux-sur-Marne | 16 rue Charles Ollier             | |       |
| Villa La Détente    | Georges-Théodore Nachbaur | 1904                  | Nogent-sur-Marne     | 3 boulevard de la République      | Une des réalisations les plus notables de Nachbaur. L'intérieur, également digne d'intérêt, a été majoritairement conservé. |       |

#### Val d'Oise
| Édifice    | Architecte     | Année de construction | Commune         | Adresse             | Notes | Image |
| ---------- | -------------- | --------------------- | --------------- | ------------------- | ----- | ----- |
| Castel Val | Hector Guimard | 1904                  | Auvers-sur-Oise | 4 rue des Meulières |       |       |
| Maison     | Hector Guimard | 1909                  | Eaubonne        | 16 rue Jean Doyen   |       |       |

#### Yvelines
| Édifice       | Architecte          | Année de construction | Commune        | Adresse                      | Notes | Image |
| ------------- | ------------------- | --------------------- | -------------- | ---------------------------- | --- | ----- |
| Immeuble      | L. Brunet           | -                     | Versailles     | 51 rue des Missionnaires     | |       |
| La Martinière | Paul Lagrave        | 1897                  | Vaux-sur-Seine | 87 rue du Général-de-Gaulle  | Bâtiment réalisé en deux temps, d'abord en 1880 par l'architecte Lucien Roy puis agrandi en 1897 par Paul Lagrave. Cette seconde partie comprend une remarquable verrière de style Art nouveau. |       |
| Maisons       | Théophile Bourgeois | 1891, 1894            | Poissy         | 3-7 avenue Emile Zola        | |       |
| Maisons       | -                   | -                     | Poissy         | 8-10 avenue Maurice Berteaux | |       |
| Villa Berthe  | Hector Guimard      | 1896                  | Le Vésinet     | 72 route de Montesson        | La Villa Berthe ou La Hublotière est, comme le Castel Béranger (achevé deux ans plus tard), marquée par l'évolution stylistique de Guimard à la suite notamment de sa rencontre avec Victor Horta. En témoignent notamment les multiples courbes des ornementations, qui caractériseront les réalisations futures de l'architecte. |       |

### Édifices disparus
| Édifice                                                  | Architecte                  | Année de construction | Commune             | Adresse                     | Notes | Image |
| -------------------------------------------------------- | --------------------------- | --------------------- | ------------------- | --------------------------- | --- | ----- |
| Boutique                                                 | -                           | 1905                  | Paris 2e            | 45 rue Saint-Augustin       | |       |
| Brasserie du Moulin                                      | -                           | -                     | Paris 2e            | 16 rue Blondel              | Ancienne maison close. |       |
| Casino Tanton                                            | Georges-Théodore Nachbaur   | -                     | Nogent-sur-Marne    | 28-30 boulevard de la Marne | Détruit dans les années 1950. |       |
| Castel Henriette                                         | Hector Guimard              | 1899                  | Sèvres              | 46 rue des Binelles         | Détruit en 1969. |       |
| Édicule de la station Bastille                           | Hector Guimard              | 1905                  | Paris 12e           | Place de la Bastille        | Cet édicule, en forme de pagode, fut le plus imposant réalisé par Guimard dans le cadre de ses travaux pour le métropolitain. Alors en piteux état, il est détruit en 1962 lors de la rénovation de la station. |       |
| Édicules de la station Étoile                            | Hector Guimard              | 1900                  | Paris 8e, Paris 16e | Place Charles-de-Gaulle     | Détruits en 1926. |       |
| Grand bazar de la rue de Rennes                          | Henri Gutton                | 1906                  | Paris 6e            | 136-138 rue de Rennes       | Détruit en 1972, remplacé par la Fnac Montparnasse. |       |
| Hôtel Nozal                                              | Hector Guimard              | 1906                  | Paris 16e           | 52 rue du Ranelagh          | Détruit en 1957. |       |
| Hôtel Yvette Guilbert                                    | Xavier Schoellkopf          | 1900                  | Paris 17e           | 23 bis boulevard Berthier   | |       |
| Maison                                                   | Charles Plumet              | -                     | Paris 16e           | 39 avenue Foch              | |       |
| Maison de l'Art nouveau                                  | Louis Bonnier, Victor Horta | 1895                  | Paris 9e            | 22 rue de Provence          | Cette galerie d'art créée en 1884 est transformée en 1895 par son propriétaire Siegfried Bing pour mettre en avant le nouveau style artistique en vogue. L'un des premiers lieux de promotion de l'Art nouveau, il donnera d'ailleurs son nom au mouvement, qui se répandra ensuite dans le monde entier. Le bâtiment est détruit en 1922 et remplacé symboliquement par un édifice Art déco.                                                                                             |       |
| Pavillon Bleu - Exposition universelle de 1900           | René Dulong                 | 1900                  | Paris 7e            | Champ-de-Mars               | Restaurant édifié au pied de la tour Eiffel. |       |
| Pavillon de la Finlande - Exposition universelle de 1900 | Eliel Saarinen              | 1900                  | Paris 7e            | Quai d'Orsay                | |       |
| Porte monumentale de l'Exposition universelle de 1900    | René Binet                  | 1900                  | Paris 8e            | Cours la Reine              | Cette impressionnante porte de 45 mètres de haut fut conçue comme l'entrée principale de l'exposition. Remarquable par ses dimensions, elle l'est aussi par ses décorations de céramiques polychromes, illuminées la nuit par 3 116 lampes à incandescence. Bien qu'elle fût détruite à l'issue de l'exposition, plusieurs éléments des frises ont été conservés et sont aujourd'hui exposés au parc du Moulin à Breuillet (Essonne) et au Musée hongrois des Arts décoratifs à Budapest. |       |
| Salle Humbert de Romans                                  | Hector Guimard              | 1901                  | Paris 16e           | 58-62 rue Saint-Didier      | La salle de concert eut une existence de très courte durée. Elle fut en effet détruite en 1905, seulement 4 ans après son inauguration, dû à la faillite de son propriétaire. |       |